# 奥斯卡最佳原创歌曲奖
奥斯卡金像奖最佳原创歌曲奖（英語：Academy Award for Best Original Song）是美国电影艺术与科学学会（AMPAS）颁发给致力于电影界的奖项之一。此奖是颁发给特别为电影创作的最佳原创歌曲的作者，一般歌曲的表演者不参与评奖，除非此表演者参与了音乐或歌词的创作。
此奖项设立于1934年的第7届奥斯卡金像奖。是由金像奖身为词曲作家和作曲家的成员提名，并由金像奖全体成员最终选出获得者的。
另有一獎項為奧斯卡金像獎原創音樂獎 (英語: Academy Award for Best Original Score)，有時會被混淆，差別在於音樂獎並無歌詞創作。

## 提名规则
最初的规则是被提名歌曲只要出现在前一年的电影中即可，但在1941年，《端庄淑女》中由杰罗姆·柯恩作曲奥斯卡·汉默斯坦二世作词的歌曲“我最后一次看见巴黎”获奖后，这个规则进行了调整。对于这次获奖，柯恩很遗憾，因为早在这首歌曲被用在电影中前，就已经发表了。这首歌其实是写于1940年，就在第二次世界大战伊始德国占领巴黎时。在这歌曲被用在电影中前，它已经由凯特·史密斯录制并获得了最佳歌曲排行榜第8的成绩。柯恩使得金像奖更改了提名规则，要求必须是专门为电影原创的歌曲才能获得提名。
在电影制作前就已经发表的歌曲在评选时也不被认为与电影有联系，比如1990年电影《人鬼情未了》的主题曲“Unchained Melody”以及1992年电影的主题曲“I Will Always Love You”，都不符合提名规则（“Unchained Melody”作为1955年的电影《牢狱枭雄》的主题曲曾被提名过）。此外，以小样为基础或经过再创作的歌曲也是不符合提名规则的，比如1995年《危险游戏》的主题曲“Gangsta's Paradise”。
如果电影是经由音乐剧改编的，所有舞台版本的歌曲都没有获得提名的资格。近年来，一些从音乐剧改编的电影但使用的原创音乐都得到了提名机会，比如1996年电影的歌曲“You Must Love Me”，以及2006年电影《梦幻女郎》的歌曲“Love You I Do”和“Listen”。
关于格伦·汉萨德和玛可塔·伊尔格洛娃2008年的歌曲“Falling Slowly”是否有被提名的资格，一直以来都是争论的热点。“Falling Slowly”曾被收录于汉萨德和伊尔格洛娃共同创作的专辑“The Swell Season”与汉萨德的乐队架构乐队（The Frames）“The Cost”专辑中。“The Swell Season”发表于2006年8月，“The Cost”发表于2007年2月，均在电影《曾经。爱是唯一》上映前。但是，美国电影艺术与科学学会认为，“由于电影创作周期的拖延，作曲家在电影上映前的一些场合演奏过这个歌曲不足以影响歌曲的资格”。同样的情况在2004年电影《撞车》的主题曲“In the Deep”也发生过：在专门为《撞车》创作了此曲后，凯瑟琳·约克将“In the Deep”收录于其2003年出版的专辑“The Velvet Hour”中。

## 规则与提名次数
1945年举办的金像奖（颁给1944年的电影）前，被提名的歌曲数量一直不受限制。1945年举办的金像奖有14支歌曲接收了提名。在这以后，除了2011年2支歌曲提名，1988年、2005年和2008年均3支歌曲被提名以外，每年只有5支歌曲被提名。
近几年来，提名歌曲数量从2支到5支不等，这是由于金像奖的评选规则造成的。评选规则规定每一个金像奖音乐组委会的成员都会被要求投给他们最喜欢的歌曲，这个特殊的评分系统的分数包括10、9.5、9、8.5、8、7.5、7、6.5和6分。只有平均分到8.25以上的歌曲才能获得提名，如果没有歌曲得到8.25及以上的分数，那就没有提名歌曲。如果只有一首歌曲得到了这个分数，那么这首歌曲和第二高分的歌曲获得提名（这个状况在2012年举行的奥斯卡奖时发生）。
并不是所有在电影中出现的歌曲有资格提名最佳原创歌曲奖。根据金像奖的要求，一首歌曲必须满足“原创且特别为此部电影创作。而且在词曲两个方面必须是满足听得见、可以理解的并且独立演奏的歌曲，且出现在电影中或电影终场是放的第一首歌曲。”。
尽管该奖项是金像奖中少数几个奖项允许一个电影获得多个提名，但真正出现这种情况还是1980年的金像奖时的电影《名揚四海》。四部电影分别在不同年份同时获得三项提名：《美女与野兽》、《狮子王》、《梦幻女郎》和《魔法奇缘》。《梦幻女郎》 和 《魔法奇缘》都没有获奖；《难以忽视的真相》的原创歌曲“I Need to Wake Up”打败了《梦幻女郎》的三首提名歌曲，《曾经。爱是唯一》的歌曲“Falling Slowly”击败了《魔法奇缘》的三首提名歌曲。在这次角逐之后，自2008年6月又有个新的规则被制定，即一部电影在同一年只能有不超过两首（含两首）歌曲参与最佳原创歌曲的提名。

## 金像奖颁奖典礼的表演
被提名歌曲一般都会在金像奖颁奖典礼时进行现场演出。在前电视直播前时代，金像奖实况通过收音机播出，直到1946年第18届奥斯卡金像奖时才开始进行被提名歌曲的现场演出，当时演出的歌手有弗兰克·西纳特拉、凯瑟琳·克雷森、蒂娜·萧尔和狄克·海姆斯。
初期，提名歌曲都不是由电影中的原唱歌手来表演的。比如，1965年罗伯特·顾雷特在颁奖典礼上演唱了所有提名歌曲。但近些年来，首先邀请原唱歌手来表演已经成为惯例，如果歌手不能前来演出（或者在特殊情况下，颁奖典礼制作人邀请他人演出），金像奖制作人会邀请知名艺人演出。比如，罗宾·威廉斯受邀代替《南方公园》的配音演员特雷·帕克和玛丽·凯·伯格曼（伯格曼在颁奖礼前去世）在第72届奥斯卡金像奖颁奖礼时演唱了“Blame Canada”。碧昂丝·诺利斯在第77届奥斯卡金像奖演唱了三首提名歌曲（其中一首是与乔许·葛洛班合唱），而实际上这三首歌在电影中的原唱都不是她。
同年，《革命前夕的摩托车日记》的歌曲“Al otro lado del río(On The Other Side Of The River)”赢得了最佳原创歌曲奖，成为第一个获得该奖的西班牙歌曲，第二个获得该奖的外文歌曲（第一个获得该奖的外文歌曲是“Never on Sunday”剧中演员梅利纳·梅尔库里演唱的同名希腊语歌曲）。“Al otro lado del río(On The Other Side Of The River)”是由乌拉圭作曲家荷西·德克勒创作的，但颁奖礼制作人担心德克勒表演会影响收视率，所以直播时由卡洛斯·山塔那和安东尼奥·班德拉斯联手演出。德克勒的获奖感言是以无伴奏合唱形式进行的，在最后只说了句谢谢。
第80届奥斯卡金像奖颁奖典礼的时候，克里斯汀·肯诺恩斯演唱了电影《魔法奇缘》的歌曲“That's How You Know”，而不是《魔法奇缘》的演员艾米·亚当斯。不过，亚当斯演唱了电影中另一首被提名的歌曲“Happy Working Song” 。
1985年，菲尔·柯林斯错失了演唱他创作的歌曲“Against All Odds (Take a Look at Me Now)”的机会。根据柯林斯和哥伦比亚电影公司官方说法，造成这个的原因是颁奖礼的制作人对柯林斯的作品不熟。安·瑞金在颁奖礼时演唱了这首歌曲，而柯林斯只能坐在观众席中。2009年，本来已经安排好彼得·盖布瑞尔 在颁奖礼上表演他的提名歌曲“Down to Earth”，但当他得知只能唱65秒的时候，他拒绝了这次表演机会。盖布瑞尔还是参加了颁奖礼，只不过约翰传奇与索韦托福音合唱团演唱了这首歌曲。
第84届奥斯卡金像奖颁奖礼并没有安排任一首歌曲的表演（《布偶大电影》中的“Man or Muppet”和《里约大冒险》中的“Real in Rio”）。 颁奖礼的制作人也没有给出相关原因。这是第三次在颁奖礼过程中没有安排最佳原创歌曲奖提名歌曲的表演（另外两次是1989年和2010年）。第85届奥斯卡金像奖时，只有5首提名歌曲中的3首进行了表演，最终的赢家“大破天幕杀机”是当场唯一一首单独表演而不是穿插在音乐蒙太奇段落的歌曲。

## 提名与获奖名单

### 1930年代
- 1934年（第7届奥斯卡金像奖）“The Continental”— 《柳暗花明（英语：The Gay Divorcee）》 • 康·康拉德（英语：Con Conrad）• 词：赫伯·马吉德松（英语：Herb Magidson）
  - “Carioca” — 《飞到里约（英语：Flying Down to Rio）》 • 曲：文森特·尤曼斯（英语：Vincent Youmans）• 词：爱德华·爱丽斯库（英语：Edward Eliscu）和 格斯·卡恩（英语：Gus Kahn）
  - "Love in Bloom” — 《她不爱我（英语：She Loves Me Not (1934 film)）》 • 曲：莱尔夫·芮恩格（英语：Ralph Rainger） • 词：里奥·罗宾（英语：Leo Robin）
- 1935年（第8届奥斯卡金像奖）“Lullaby of Broadway” — 《1935淘金女郎》 • 曲：哈利·華倫• 词：艾尔·杜平（英语：Al Dubin）
  - “Lovely to Look At” — 《罗伯塔（英语：Roberta）》 • 曲：杰罗姆·科恩 • 词：桃乐斯·菲尔兹（英语：Dorothy Fields）和吉米·马洪（英语：Jimmy McHugh）
  - “Cheek to Cheek” — 《礼帽》 • 词曲：欧文·柏林
- 1936年（第9届奥斯卡金像奖）“The Way You Look Tonight” — 《摇摆乐时代（英语：Swing Time (1936 film)）》 • 曲：杰罗姆·科恩 • 词：多萝西·菲尔兹（英语：Dorothy Fields）
  - “I've Got You Under My Skin” — 《为舞而生（英语：Born to Dance）》 • 词曲：科尔·波特
  - “Pennies from Heaven” — 《飞来横财（英语：Pennies from Heaven (1936 film)）》 • 曲：阿瑟·约翰斯顿（英语：Arthur Johnston (composer)） • 词：强尼·柏克（英语：Johnny Burke (lyricist)）
  - “When Did You Leave Heaven”— 《唱吧宝贝（英语：Sing, Baby, Sing）》 • 曲：理查德·怀廷（英语：Richard A. Whiting）• 词：华特·布洛克（英语：Walter Bullock）
  - “Did I Remember” — 《蘇西（英语：Suzy (film)）》 • 曲：华特·唐纳森（英语：Walter Donaldson）• 词： 哈罗德·亚当森（英语：Harold Adamson）
  - “A Melody from the Sky”— 《寂寞松林山道（英语：The Trail of the Lonesome Pine (1936 film)）》 • 曲：路易斯·阿尔特（英语：Louis Alter）• 词：西德尼·米切尔（英语：Sidney D. Mitchell）
- 1937年（第10届奥斯卡金像奖）“Sweet Leilani”— 《威基基婚礼（英语：Waikiki Wedding）》 • 词曲：哈利·欧文斯（英语：Harry Owens）
  - “Whispers in the Dark” — 《艺术家与模特儿（英语：Artists and Models (1937 film)）》 • 曲： 弗雷德里克 霍兰德（英语：Frederick Hollander） • 词：里奥·罗宾（英语：Leo Robin）
  - “Remember Me” — 《鄉下仔播音（英语：Mr. Dodd Takes the Air）》• 曲：哈利·华伦 • 词：艾尔·杜平（英语：Al Dubin）
  - “They Can't Take That Away From Me” — 《随我婆娑（英语：Shall We Dance (1937 film)）》 • 曲： 乔治·格什温 （去世后获奖） • 词：艾拉·格什温
  - “That Old Feeling” — 《1938年的时尚（英语：Vogues of 1938）》 • 曲：赛米·菲恩（英语：Sammy Fain） • 词：卢·布朗（英语：Lew Brown）
- 1938年（第11届奥斯卡金像奖）“Thanks for the Memory”— 《1938年广播大会（英语：The Big Broadcast of 1938）》 • 曲：拉尔夫·赖因格（英语：Ralph Rainger） • 词：里奥·罗宾（英语：Leo Robin）
  - “Always and Always”— 《女模特（英语：Mannequin (1937 film)）》 • 曲：爱德华·沃德（英语：Edward Ward (composer)） • 词：乔治·福礼士（英语：George Forrest (author)）和罗伯特·赖特（英语：Robert Wright (musical writer)）
  - “Change Partners” — 《乐天派（英语：Carefree (film)）》 –词曲：欧文·柏林
  - “The Cowboy and the Lady” — 《牧童与贵妇（英语：The Cowboy and the Lady (1938 film)）》 –曲：莱昂内尔·纽曼（英语：Lionel Newman） • 词：亚瑟·昆泽
  - “Dust” — 《在西部的星空下（英语：Under Western Stars）》 –词曲：约翰尼·马文
  - “Jeepers Creepers” — 《橫衝直撞 (電影)（英语：Going Places (1938 film)）》 – 曲：哈利·华伦 • 词：强尼·莫瑟
  - “Merrily We Live” — 《狂人的家庭》 – 曲：菲尔·查理格 • 词：亚瑟·昆泽
  - “A Mist Over the Moon” — 《女士目标（英语：The Lady Objects）》 – 曲：本·奥克兰（英语：Ben Oakland）• 词：奥斯卡·汉默斯坦二世
  - “My Own” — 《及笄年华（英语：That Certain Age）》 • 曲：吉米·马洪（英语：Jimmy McHugh）• 词：哈罗德·亚当森（英语：Harold Adamson）
  - “Now It Can Be Told” — 《亚历山大的爵士乐队（英语：Alexander's Ragtime Band (film)）》 • 词曲：欧文·柏林
- 1939年（第12届奥斯卡金像奖）“Over the Rainbow” — 《绿野仙踪》 • 曲：哈罗德·阿伦 • 词：叶·哈伯格
  - “Faithful Forever” — 《格利佛游记（英语：Gulliver's Travels (1939 film)）》 • 曲：拉尔夫·赖因格（英语：Ralph Rainger） • 词：里奥·罗宾（英语：Leo Robin）
  - “I Poured My Heart into a Song” — 《溜冰艷舞（英语：Second Fiddle (1939 film)）》 • 词曲： 欧文·柏林
  - “Wishing” — 《瓊樓密約（英语：Love Affair (1939 film)）》 • 词曲：巴蒂·德席尔瓦（英语：Buddy DeSylva）

### 1940年代
- 1940年（第13届奥斯卡金像奖）“When You Wish upon a Star” — 《木偶奇遇记》 • 曲：雷伊·賀琳（英语：Leigh Harline） • 词：内德·华盛顿（英语：Ned Washington）
  - “Down Argentine Way”— 《阿根廷游记（英语：Down Argentine Way）》 • 曲：哈利·华伦 • 词：马克·戈登（英语：Mack Gordon）
  - “I'd Know You Anywhere” — 《你会恍然大悟（英语：You'll Find Out）》 • 曲：吉米·马洪（英语：Jimmy McHugh） • 词：强尼·莫瑟
  - “It's a Blue World” — 《音乐在我心（英语：Music in My Heart）》• 词曲： 乔治·福礼士（英语：George Forrest (author)）和罗伯特·赖特（英语：Robert Wright (musical writer)）
  - “Love of My Life” — 《第二合唱队（英语：Second Chorus）》• 曲：亚提·萧（英语：Artie Shaw） • 词：强尼·莫瑟
  - “Only Forever” — 《莺歌蝶恋（英语：Rhythm on the River）》• 曲：詹姆斯·莫纳可（英语：James V. Monaco） • 词：强尼·柏克（英语：Johnny Burke (lyricist)）
  - “Our Love Affair” — 《笙歌喧腾（英语：Strike Up the Band (film)）》• 词曲：罗杰·伊甸斯（英语：Roger Edens）和乔吉·斯托尔（英语：Georgie Stoll）
  - “Waltzing in the Clouds” —《春花春谢（英语：Spring Parade）》• 曲： 罗伯特·斯托尔兹（英语：Robert Stolz）• 词：格斯·卡恩（英语：Gus Kahn）
  - “Who Am I?” — 《1941年游行（英语：Hit Parade of 1941）》• 曲：朱利·史坦（英语：Jule Styne）• 词：华特·布洛克（英语：Walter Bullock）
- 1941年（第14届奥斯卡金像奖）“The Last Time I Saw Paris” — 《端庄淑女（英语：Lady Be Good (1941 film)）》 • 曲：杰罗姆·科恩 • 词：奥斯卡·汉默斯坦二世
  - “Baby Mine” — 《小飞象》• 曲：弗兰克·丘吉尔（英语：Frank Churchill）• 词：内德·华盛顿（英语：Ned Washington）
  - “Be Honest With Me” — 《彩虹王國（英语：Ridin' on a Rainbow）》• 词曲：金·奧崔和弗雷德·罗斯（英语：Fred Rose (songwriter)）
  - “Blues in the Night」 — 《夜晚布鲁士（英语：Blues in the Night (film)）》• 曲： 哈罗德·阿伦• 词：强尼·莫瑟
  - “Boogie Woogie Bugle Boy” — 《列兵巴克（英语：Buck Privates）》• 曲：休·普林斯（英语：Hughie Prince） • 词：唐·雷伊（英语：Don Raye）
  - “Chattanooga Choo Choo” — 《日光小夜曲（英语：Sun Valley Serenade）》• 曲：哈利·华伦 • 词：马克·戈登（英语：Mack Gordon）
  - “Dolores” — 《拉斯维加斯之夜（英语：Las Vegas Nights）》• 曲：路易斯·阿尔特（英语：Louis Alter） • 词：弗兰克·罗瑟（英语：Frank Loesser）
  - “Out of the Silence” — 《全美明星校花（英语：All-American Co-Ed）》• 词曲： 劳埃德·诺林得(Lloyd B. Norlin)
  - “Since I Kissed My Baby Goodbye」 — 《黄金梦（英语：You'll Never Get Rich）》 • 词曲：科尔·波特
- 1942年（第15届奥斯卡金像奖）“White Christmas”— 《假期饭店》 • 词曲：歐文·柏林
  - “Always in My Heart” — 《乳燕莺声（英语：Always_in_My_Heart_(film)）》• 曲： 埃内斯托·莱库奥纳 • 词：金·加农（英语：Kim Gannon）
  - “Dearly Beloved” — 《现在的你最可爱》• 曲：杰罗姆·科恩 • 词：强尼·莫瑟
  - “How About You?”– 《百老汇的小鬼（英语：Babes on Broadway）》• 曲：波顿·莱恩（英语：Burton Lane） • 词：拉尔夫·弗里德（英语：Ralph Freed）
  - “I've Heard That Song Before”— 《小鬼从军（英语：Youth on Parade）》 • 曲：朱利·史坦（英语：Jule Styne） • 词：萨米·卡恩（英语：Sammy Cahn）
  - “(I've Got a Gal in) Kalamazoo”— 《贤妻乐坊（英语：Orchestra Wives）》• 曲：哈利·华伦 • 词：马克·戈登（英语：Mack Gordon）
  - “Love Is a Song”— 《小鹿斑比》• 曲：弗兰克·丘吉尔（英语：Frank Churchill）（去世后获奖） • 词：拉里·莫雷（英语：Larry Morey）
  - “Pennies for Peppino”— 《乘乐高飞（英语：Flying with Music）》• 曲：爱德华·瓦德（英语：Edward Ward (composer)） • 词：乔治·福礼士（英语：George Forrest (author)） 和罗伯特·赖特（英语：Robert Wright (musical writer)）
  - “Pig Foot Pete”— 《地狱机械舞（英语：Hellzapoppin' (film)）》• 曲：吉恩·德·保罗（英语：Gene de Paul） • 词：唐·雷耶（英语：Don Raye）
  - “There's a Breeze on Lake Louise”— 《四十四街市长（英语：The Mayor of 44th Street）》• 曲：哈利·雷沃尔（英语：Harry Revel） • 词：莫特·格林(Mort Greene)
- 1943年（第16届奥斯卡金像奖）「You'll Never Know」 — 《你好啊，旧金山！（英语：Hello, Frisco, Hello）》 • 曲：哈利·華倫 • 词：迈克·戈登（英语：Mack Gordon） 
  - “That Old Black Magic” — 《星钉旗万岁（英语：Star Spangled Rhythm）》 • 曲：哈罗德·阿伦 • 词：约翰尼·默瑟
  - “A Change of Heart” — 《1943年流行音乐排行榜（英语：Hit Parade of 1943）》 • 曲：胡尔·斯泰恩（英语：Jule Styne） • 词：哈罗德·亚当森（英语：Harold Adamson）
  - “Happiness is a Thing Called Joe” — 《月宫宝盒 (电影)（英语：Cabin in the Sky (film)）》 • 曲：哈罗德·阿伦 • 词：叶·哈伯格
  - “My Shining Hour” — 《天空的极限 (电影)（英语：The Sky's the Limit (1943 film)）》 • 曲：哈罗德·阿伦 • 词：约翰尼·默瑟
  - “Saludos Amigos” — 《致候吾友》 • 曲：查尔斯·沃尔科特（英语：Charles Wolcott） • 词：内德·华盛顿（英语：Ned Washington）
  - “Say a Pray'r for the Boys Over There” — 《她的坚持（英语：Hers to Hold）》 • 曲：吉米·麦克休（英语：Jimmy McHugh） • 词：赫伯·马吉迪森（英语：Herb Magidson）
  - “They're Either Too Young or Too Old” — 《幸运之星（英语：Thank Your Lucky Stars (1943 film)）》 • 曲：亚瑟·舒瓦茨（英语：Arthur Schwartz） • 词：弗兰克·洛瑟（英语：Frank Loesser）
  - “We Mustn't Say Goodbye” — 《銀壇鶯燕（英语：Stage Door Canteen (film)）》 • 曲：詹姆斯·摩纳哥（英语：James V. Monaco） • 词：阿尔·杜宾（英语：Al Dubin）
  - “You'd Be So Nice to Come Home To” — 《倾情百老汇 (电影)（英语：Something to Shout About (film)）》 • 曲、词：科尔·波特
- 1944年（第17届奥斯卡金像奖）「Swinging on a Star」 — 《与我同行》 • 曲： 吉米·范·休森（英语：Jimmy Van Heusen） • 词： 强尼·柏克（英语：Johnny Burke (lyricist)）
  - “I Couldn't Sleep a Wink Last Night” — 《步步高升（英语：Higher and Higher (film)）》 • 曲： 吉米·马洪（英语：Jimmy McHugh） • 词： 哈罗德·亚当森（英语：Harold Adamson）
  - “I'll Walk Alone” — 《追男記（英语：Follow the Boys (1944 film)）》 • 曲： 朱利·史坦（英语：Jule Styne） • 词： 萨米·卡恩（英语：Sammy Cahn）
  - “I'm Making Believe” — 《甜蜜與低落（英语：Sweet and Low-Down）》 • 曲： 詹姆斯·莫纳可（英语：James V. Monaco） • 词： 马克·戈登（英语：Mack Gordon）
  - “Long Ago (and Far Away)” — 《封面女郎》 • 曲： 杰罗姆·科恩 • 词： 艾拉·格什温
  - “Now I Know” — 《軍中春色（英语：Up in Arms）》 • 曲： 哈罗德·阿伦 • 词： 泰德·科勒（英语：Ted Koehler）
  - “Remember Me to Carolina” — 《流浪藝人（英语：Minstrel Man (film)）》 • 曲： 哈利·雷沃尔（英语：Harry Revel） • 词： 保羅·法蘭西斯·韋伯斯特（英语：Paul Francis Webster）
  - “Rio de Janeiro” — 《巴西（英语：Brazil (1944 film)）》 • 曲： 艾里·巴羅佐（英语：Ary Barroso） • 词： 内德·华盛顿（英语：Ned Washington）
  - “Silver Shadows and Golden Dreams” — 《彩衫熱舞（英语：Lady, Let's Dance）》 • 曲： 萊·波拉克（英语：Lew Pollack） • 词： Charles Newman(查爾斯·紐曼)
  - “Too Much in Love” — 《自由大道的歡歌（英语：Song of the Open Road）》 • 曲： 沃爾特·肯特（英语：Walter Kent） • 词： 金·加农（英语：Kim Gannon）
  - “The Trolley Song” — 《相逢聖路易》 • 词曲： 拉爾夫·布萊恩（英语：Ralph Blane） 和 休·馬丁（英语：Hugh Martin）
- 1945年（第18届奥斯卡金像奖）「It Might as Well Be Spring」 — 《墜入愛河（英语：State Fair (1945 film)）》 • 曲： 理查·羅傑斯 • 词：奥斯卡·汉默斯坦二世
  - “Ac-Cent-Tchu-Ate the Positive” — 《海軍之花（英语：Here Come the Waves）》 • 曲：哈罗德·阿伦 • 词： 强尼·莫瑟
  - “Anywhere” — 《夜夜春宵（英语：Tonight and Every Night）》 • 曲： 朱利·史坦（英语：Jule Styne） • 词： 萨米·卡恩（英语：Sammy Cahn）
  - “Aren't You Glad You're You” — 《聖瑪莉的鐘聲（英语：The Bells of St. Mary's）》 • 曲： 吉米·范·休森（英语：Jimmy Van Heusen） • 词： 强尼·柏克（英语：Johnny Burke (lyricist)）
  - “The Cat and the Canary” — 《女孩為何出走（英语：Why Girls Leave Home (1945 film)）》 • 曲： 傑伊·利文斯頓（英语：Jay Livingston） • 词： 瑞伊·埃文斯（英语：Ray Evans）
  - “Endlessly” — 《卡罗尔伯爵的虚荣（英语：Earl Carroll Vanities (film)）》 • 曲： 沃爾特·肯特（英语：Walter Kent） • 词： 金·加农（英语：Kim Gannon）
  - “I Fall in Love Too Easily” — 《翠鳳艶曲》 • 曲：朱利·史坦（英语：Jule Styne） • 词： 萨米·卡恩（英语：Sammy Cahn）
  - “I'll Buy That Dream” — 《一路歡歌歸家園（英语：Sing Your Way Home）》 • 曲： 阿利·克魯貝爾（英语：Allie Wrubel） • 词： 赫伯·马吉德松（英语：Herb Magidson）
  - “Linda” — 《美國大兵喬的故事（英语：The Story of G.I. Joe）》 • 词曲： 安·羅內爾（英语：Ann Ronell）
  - “Love Letters (song)|Love Letters” — 《柔腸寸斷（英语：Love Letters (1945 film)）》 • 曲： 维克多·扬（英语：Victor Young） • 词： 愛德華·海曼（英语：Edward Heyman）
  - “More and More” — 《高歌唱不停（英语：Can't Help Singing）》 • 曲： 杰罗姆·科恩（去世后获奖） • 词：叶·哈伯格
  - “Sleighride in July” — 《冰地美人（英语：Belle of the Yukon）》 • 曲： 吉米·范·休森（英语：Jimmy Van Heusen） • 词：强尼·柏克（英语：Johnny Burke (lyricist)）
  - “So in Love” — 《怪人（英语：Wonder Man (film)）》 • 曲： 大衛·羅斯（英语：David Rose (songwriter)） • 词： 里奥·罗宾（英语：Leo Robin）
  - “Some Sunday Morning” — 《單刀赴會（英语：San Antonio (film)）》 • 曲：雷·海因多夫（英语：Ray Heindorf） 和 M·K·傑羅姆(M.K. Jerome) • 词： 泰德·科勒（英语：Ted Koehler）
- 1946年（第19届奥斯卡金像奖）「On the Atchison, Topeka and the Santa Fe」 — 《哈維女孩（英语：The Harvey Girls）》 • 曲：哈利·华伦 • 词： 强尼·莫瑟
  - “All Through the Day” — 《百年好合（英语：Centennial Summer）》 • 曲： 杰罗姆·科恩（去世后获奖） • 词： 奥斯卡·汉默斯坦二世
  - “I Can't Begin to Tell You” — 《雙姝艶（英语：The Dolly Sisters (film)）》 • 曲： 詹姆斯·莫纳可（英语：James V. Monaco）（去世后获奖） • 词： 马克·戈登（英语：Mack Gordon）
  - “Ole Buttermilk Sky” — 《峡谷航道（英语：Canyon Passage）》 • 曲：霍奇·卡迈克尔 • 词： 傑克·布洛克斯（英语：Jack Brooks (lyricist)）
  - “You Keep Coming Back Like a Song” — 《碧雲天（英语：Blue Skies (1946 film)）》 • 词曲： 欧文·柏林
- 1947年（第20届奥斯卡金像奖）「Zip-a-Dee-Doo-Dah」 — 《南方之歌》 • 曲： 阿利·克魯貝爾（英语：Allie Wrubel） • 词： 瑞伊·吉爾伯特（英语：Ray Gilbert）
  - “A Gal in Calico” — 《佳人相约（英语：The Time, the Place and the Girl (1946 film)）》 • 曲： 亚瑟·舒瓦茨（英语：Arthur Schwartz） • 词： 里奥·罗宾（英语：Leo Robin）
  - “I Wish I Didn't Love You So” — 《寶蓮歷險記（英语：The Perils of Pauline (1947 film)）》 • 词曲： 弗兰克·罗瑟（英语：Frank Loesser）
  - “Pass That Peace Pipe” — 《青春樂（英语：Good News (1947 film)）》 • 词曲： 拉爾夫·布萊恩（英语：Ralph Blane）, 休·馬丁（英语：Hugh Martin） 和 罗杰·伊甸斯（英语：Roger Edens）
  - “You Do” — 《金縷霓裳（英语：Mother Wore Tights）》 • 曲： 約瑟夫·邁羅（英语：Josef Myrow） • 词： 马克·戈登（英语：Mack Gordon）
- 1948年（第21届奥斯卡金像奖）「Buttons and Bows」 — 《脂粉雙槍俠（英语：The Paleface (1948 film)）》 • 曲： 傑伊·利文斯頓（英语：Jay Livingston） • 词： 瑞伊·埃文斯（英语：Ray Evans）
  - “For Every Man There's a Woman” — 《禁城毒蕊（英语：Casbah (film)）》 • 曲： 哈罗德·阿伦 • 词： 里奥·罗宾（英语：Leo Robin）
  - “It's Magic” — 《公海上的羅曼史（英语：Romance on the High Seas）》 • 曲： 朱利·史坦（英语：Jule Styne） • 词： 萨米·卡恩（英语：Sammy Cahn）
  - “This Is the Moment” — 《皮裘大衣女人（英语：That Lady in Ermine）》 • 曲： 弗雷德里克 霍兰德（英语：Frederick Hollander） • 词： 里奥·罗宾（英语：Leo Robin）
  - “Woody Woodpecker” —《啄木鳥伍迪之潑冷水（英语：Wet Blanket Policy）》 • 词曲： 拉米·伊德里斯（英语：Ramey Idriess） 和 喬治·蒂布爾斯（英语：George Tibbles）
- 1949年（第22届奥斯卡金像奖）「Baby, It's Cold Outside」 — 《洛水神仙（英语：Neptune's Daughter (1949 film)）》 • 词曲： 弗兰克·罗瑟（英语：Frank Loesser）
  - “It's a Great Feeling” — 《銀河彩鳳（英语：It's a Great Feeling）》 • 曲： 朱利·史坦（英语：Jule Styne） • 词： 萨米·卡恩（英语：Sammy Cahn）
  - “Lavender Blue” — 《靈臺春暖（英语：So Dear to My Heart）》 • 曲： 艾略特·丹尼爾（英语：Eliot Daniel） • 词： 拉里·莫雷（英语：Larry Morey）
  - “My Foolish Heart” —《一廂情願（英语：My Foolish Heart (1949 film)）》 • 曲： 维克多·扬（英语：Victor Young） • 词： 内德·华盛顿（英语：Ned Washington）
  - “Through a Long and Sleepless Night” — 《圣女歌声（英语：Come to the Stable）》 • 曲： 艾佛瑞·纽曼 • 词： 马克·戈登（英语：Mack Gordon）

### 1950年代
- 1950年（第23届奥斯卡金像奖）「Mona Lisa」 — 《古堡歼仇记（英语：Captain Carey, U.S.A.）》 •词曲：瑞伊·埃文斯（英语：Ray Evans） 和 傑伊·利文斯頓（英语：Jay Livingston） 
  - “Be My Love” — 《彩凤朝阳（英语：The Toast of New Orleans）》 • 曲： 尼古拉斯·布羅茲基（英语：Nicholas Brodzsky） • 词： 萨米·卡恩（英语：Sammy Cahn）
  - “Bibbidi-Bobbidi-Boo” — 《仙履奇缘》 •词曲：麥克·大衛（英语：Mack David）、艾爾·霍夫曼（英语：Al Hoffman） 和 傑瑞·利文斯頓（英语：Jerry Livingston）
  - “Mule Train” — 《槍影世界（英语：Singing Guns）》 •词曲：福瑞德·葛立克曼(Fred Glickman)、海伊·希斯（英语：Hy Heath） 和 強尼·朗芝（英语：Johnny Lange）
  - “Wilhelmina ” — 《春光花月（英语：Wabash Avenue (film)）》 • 曲：約瑟夫·邁羅（英语：Josef Myrow） • 词：马克·戈登（英语：Mack Gordon）
- 1951年（第24届奥斯卡金像奖）「 In the Cool, Cool, Cool of the Evening」 — 《喜临门（英语：Here Comes the Groom）》 • 曲： 霍奇·卡迈克尔 • 词： 强尼·莫瑟
  - “Never」 — 《黄金女郎（英语：Golden Girl (film)）》 • 曲： 莱昂内尔·纽曼（英语：Lionel Newman） • 词： 艾略特·丹尼爾（英语：Eliot Daniel）
  - “Wonder Why」 — 《财富、年轻和美貌（英语：Rich, Young and Pretty）》 • 曲： 尼古拉斯·博得斯基（英语：Nicholas Brodszky） • 词：萨米·卡恩（英语：Sammy Cahn）
  - “Too Late Now」 — 《龍鳳花燭（英语：Royal Wedding）》 • 曲：波顿·莱恩（英语：Burton Lane） • 词： 艾倫·傑伊·勒納（英语：Alan Jay Lerner）
  - “A Kiss to Build a Dream On」 — 《玉趾飄香（英语：The Strip (1951 film)）》 •词曲：伯特·卡爾馬（英语：Burt Kalmar）(過世後獲提名)、哈利·魯賓斯坦（英语：Harry Ruby） 和 奥斯卡·汉默斯坦二世
- 1952年（第25届奥斯卡金像奖）「High Noon (Do Not Forsake Me, Oh My Darlin)」 — 《日正當中》 • 曲： 迪米特里·迪奥姆金 • 词： 内德·华盛顿（英语：Ned Washington）
  - “Am I in Love」 — 《脂粉双枪侠之子（英语：Son of Paleface）》 • 词曲：傑克·布魯克斯（英语：Jack Brooks (lyricist)）
  - “Because You're Mine」 — 《金缕情歌（英语：Because You're Mine）》 • 曲：尼古拉斯·博得斯基（英语：Nicholas Brodszky） • 词：萨米·卡恩（英语：Sammy Cahn）
  - “Thumbelina」 — 《安徒生传（英语：Hans Christian Andersen (film)）》 • 词曲：弗蘭克·羅瑟（英语：Frank Loesser）
  - “Zing a Little Zong」 — 《就是为你（英语：Just for You (1952 film)）》 • 曲：哈利·华伦 • 词：里奥·罗宾（英语：Leo Robin）
- 1953年（第26届奥斯卡金像奖）「Secret Love」 — 《紅粉金槍（英语：Calamity Jane (film)）》 • 曲：萨米·费恩（英语：Sammy Fain） • 词：保罗·弗朗西斯·韦伯斯特（英语：Paul Francis Webster）
  - “The Moon Is Blue」 — 《俏女怀春（英语：The Moon Is Blue）》 • 曲：赫歇尔·伯克·吉尔伯特（英语：Herschel Burke Gilbert） • 词：西尔维娅·芬（英语：Sylvia Fine）
  - “My Flaming Heart」 — 《小镇姑娘（英语：Small Town Girl (1953 film)）》 • 曲：尼古拉斯·博得斯基（英语：Nicholas Brodszky） • 词：里奥·罗宾（英语：Leo Robin）
  - “Sadie Thompson's Song (Blue Pacific Blues)」 — 《军中红（英语：Miss Sadie Thompson）》 • 曲：雷斯特·李伊(Lester Lee) • 词：内德·华盛顿（英语：Ned Washington）
  - “That's Amore」 — 《球童（英语：The Caddy）》 • 曲：哈利·華倫 • 词：傑克·布魯克斯（英语：Jack Brooks (lyricist)）
- 1954年（第27届奥斯卡金像奖）「Three Coins in the Fountain」 — 《羅馬之戀（英语：Three Coins in the Fountain (film)）》 • 曲：朱利·史坦（英语：Jule Styne） • 词：萨米·卡恩（英语：Sammy Cahn）
  - “Count Your Blessings Instead of Sheep」 — 《銀色聖誕（英语：White Christmas (film)）》 • 词曲：欧文·柏林
  - “The High and the Mighty」 — 《情天未了缘（英语：The High and the Mighty (film)）》 • 曲：迪米特里·迪奥姆金 • 词：内德·华盛顿（英语：Ned Washington）
  - “Hold My Hand」 — 《良宵春暖（英语：Susan Slept Here）》 • 词曲：傑克·羅倫斯（英语：Jack Lawrence (songwriter)） 和 李察·邁亞斯（英语：Richard Myers (songwriter)）
  - “The Man that Got Away」 — 《星海浮沉錄》 • 曲：哈羅德·阿倫 • 词：艾拉·格什溫
- 1955年（第28届奥斯卡金像奖）“Love Is a Many-Splendored Thing”—《生死恋》 – 曲：赛米·菲恩（英语：Sammy Fain） ；词：保罗·法兰西斯·韦布斯特（英语：Paul Francis Webster）
  - “I'll Never Stop Loving You”—《琵琶怨（英语：Love Me or Leave Me (film)）》 – 曲：尼古拉斯·博得斯基（英语：Nicholas Brodszky）；词：萨米·卡恩（英语：Sammy Cahn）
  - “Something's Gotta Give”—《长腿叔叔》 –词曲：强尼·莫瑟
  - “The Tender Trap”—《温柔陷井（英语：The Tender Trap (film)）》 – 曲：詹姆斯·范·威希信（英语：James Van Heusen）；词：萨米·卡恩（英语：Sammy Cahn）
  - “奔放的旋律”—《牢狱枭雄（英语：Unchained (film)）》 – 曲：亚历克士·诺斯；词：海伊·萨雷特（英语：Hy Zaret）
- 1956年（第29届奥斯卡金像奖）“Que Sera, Sera”—《擒凶记》 – 词曲：杰·利文斯顿（英语：Jay Livingston）和雷·伊凡斯（英语：Ray Evans）
  - “Friendly Persuasion (Thee I Love)”—《四海一家（英语：Friendly Persuasion (1956 film)）》 –曲：迪米特里·迪奥姆金；词：保罗·法兰西斯·韦布斯特（英语：Paul Francis Webster）
  - “Julie”— – 曲：利思·斯蒂文斯（英语：Leith Stevens）；词：汤姆·阿戴尔（英语：Tom Adair）
  - “True Love”—《上流社會（英语：High Society (1956 film)）》 – 词曲：科尔·波特
  - “Written on the Wind”—《苦雨恋春风》 –曲：维克多·杨（英语：Victor Young）；词：萨米·卡恩（英语：Sammy Cahn）
- 1957年（第30届奥斯卡金像奖）「All the Way」 — 《啼笑泪痕（英语：The Joker Is Wild）》 • 曲：吉米·范·优迅（英语：Jimmy Van Heusen） • 词：萨米·卡恩（英语：Sammy Cahn）
  - “An Affair to Remember」 — 《金玉盟》 • 曲：哈利·华伦 • 词：哈罗德·亚当森（英语：Harold Adamson） 和 莱奥·麦卡雷
  - “April Love」 — 《四月蔷薇处处开（英语：April Love (film)）》 • 曲：赛米·菲恩（英语：Sammy Fain） • 词：保罗·法兰西斯·韦布斯特（英语：Paul Francis Webster）
  - “Tammy」 — 《玉女思情（英语：Tammy and the Bachelor）》 • 词曲：雷·伊凡斯（英语：Ray Evans） 和 傑伊·利文斯頓（英语：Jay Livingston）
  - “Wild Is the Wind」 — 《孽海狂涛（英语：Wild Is the Wind）》 • 曲：迪米特里·迪奥姆金 • 词：内德·华盛顿（英语：Ned Washington）
- 1958年（第31届奥斯卡金像奖）「Gigi」 — 《金粉世界》 • 曲：弗雷德里克·洛伊（英语：Frederick Loewe） • 词：艾倫·傑伊·勒納（英语：Alan Jay Lerner）
  - “Almost in Your Arms」 — 《水上人家》 • 词曲：傑伊·利文斯頓（英语：Jay Livingston） 和 雷·伊凡斯（英语：Ray Evans）
  - “A Certain Smile」 — 《一笑缘（英语：A Certain Smile (film)）》 • 曲：赛米·菲恩（英语：Sammy Fain）• 词：保罗·法兰西斯·韦布斯特（英语：Paul Francis Webster）
  - “To Love and Be Loved」 — 《魂断情天（英语：Some Came Running (film)）》 • 曲：吉米·范·优迅（英语：Jimmy Van Heusen） • 词：萨米·卡恩（英语：Sammy Cahn）
  - “A Very Precious Love」 — 《痴凤啼痕（英语：Marjorie Morningstar (film)）》 • 曲：赛米·菲恩（英语：Sammy Fain） • 词：保罗·法兰西斯·韦布斯特（英语：Paul Francis Webster）
- 1959年（第32届奥斯卡金像奖）「High Hopes」 —《合家欢（英语：A Hole in the Head）》 • 曲：吉米·范·优迅（英语：Jimmy Van Heusen） • 词：萨米·卡恩（英语：Sammy Cahn） 
  - “The Best of Everything」 —《冷暖群芳（英语：The Best of Everything (1959 film)）》 • 曲： 艾佛瑞·纽曼 • 词：萨米·卡恩（英语：Sammy Cahn）
  - “The Five Pennies」 —《五个便士（英语：The Five Pennies）》 •词曲：西爾維婭·芬（英语：Sylvia Fine）
  - “勾魂树（英语：The Hanging Tree (Marty Robbins song)）」 — 《勾魂树（英语：The Hanging Tree (film)）》 • 曲：傑瑞·利文斯頓（英语：Jerry Livingston） • 词： 麥克·大衛（英语：Mack David）
  - “Strange Are the Ways of Love」 —《年轻的土地（英语：The Young Land）》 • 曲：迪米特里·迪奥姆金 • 词：内德·华盛顿（英语：Ned Washington）

### 1960年代
- 1960年（第33届奥斯卡金像奖）「Never on Sunday」 — 《痴汉艳娃（英语：Never on Sunday）》 • 词曲：馬諾斯·赫基達克斯（英语：Manos Hadjidakis）
  - “The Facts of Life」 — 《从心所原（英语：The Facts of Life (film)）》 • 词曲： 强尼·莫瑟
  - “Faraway Part of Town」 — 《小人物狂想曲（英语：Pepe (film)）》 • 曲： 安德列·普列文 • 詞：多莉·普列文（英语：Dory Previn）
  - “The Green Leaves of Summer」 — 《边城英烈传（英语：The Alamo (1960 film)）》 • 曲： 迪米特里·迪奥姆金 • 詞：保罗·法兰西斯·韦布斯特（英语：Paul Francis Webster）
  - “The Second Time Around」 — 《生涯巅峰（英语：High Time (film)）》 • 曲：吉米·范·优迅（英语：Jimmy Van Heusen） • 词：萨米·卡恩（英语：Sammy Cahn）
- 1961年（第34届奥斯卡金像奖）「月河」 — 《第凡內早餐》 • 曲： 亨利·曼西尼 • 词： 强尼·莫瑟
  - “Bachelor in Paradise」 — 《天国的男子汉（英语：Bachelor in Paradise (film)）》 • 曲： 亨利·曼西尼 • 词：麥克·大衛（英语：Mack David）
  - “Love Theme From El Cid (The Falcon and The Dove)」 — 《万世英雄（英语：El Cid (film)）》 • 曲： 罗饶·米克罗斯 • 词：保罗·法兰西斯·韦布斯特（英语：Paul Francis Webster）
  - “Pocketful of Miracles」 — 《锦囊妙计》 • 曲：吉米·范·优迅（英语：Jimmy Van Heusen） • 词：萨米·卡恩（英语：Sammy Cahn）
  - “Town Without Pity」 — 《暴雨狂云（英语：Town Without Pity）》 • 曲： 迪米特里·迪奥姆金 • 词：内德·华盛顿（英语：Ned Washington）
- 1962年（第35届奥斯卡金像奖）「Days of Wine and Roses」 — 《相见时难别亦难（英语：Days of Wine and Roses (film)）》 • 曲：亨利·曼西尼 • 词：强尼·莫瑟
  - “Love Song From Mutiny on the Bounty (Follow Me)」 — 《叛舰喋血记》 • 曲：布羅尼斯瓦夫·卡珀（英语：Bronisław Kaper） • 词：保罗·法兰西斯·韦布斯特（英语：Paul Francis Webster）
  - “Song From Two for the Seesaw (Second Chance)」 — 《怨女痴男（英语：Two for the Seesaw）》 • 曲： 安德列·普列文 • 詞：多莉·普列文（英语：Dory Previn）
  - “Tender Is the Night」 — 《夏夜春潮（英语：Tender Is the Night (1962 film)）》 • 曲：赛米·菲恩（英语：Sammy Fain） • 词：保罗·法兰西斯·韦布斯特（英语：Paul Francis Webster）
  - “Walk on the Wild Side」 —《神女生涯原是梦（英语：Walk on the Wild Side (film)）》 • 曲：埃爾默·伯恩斯坦 • 词：麥克·大衛（英语：Mack David）
- 1963年（第36届奥斯卡金像奖）「Call Me Irresponsible」 — 《酒乡老爹（英语：Papa's Delicate Condition）》 • 曲：吉米·范·优迅（英语：Jimmy Van Heusen） • 词：萨米·卡恩（英语：Sammy Cahn）
  - “Charade」 — 《谜中谜》 • 曲：亨利·曼西尼 • 词：强尼·莫瑟
  - “It's a Mad, Mad, Mad, Mad World」 — 《疯狂世界（英语：It's a Mad, Mad, Mad, Mad World）》 • 曲：恩斯特·戈德納（英语：Ernest Gold (composer)） • 词：麥克·大衛（英语：Mack David）
  - “More」 — 《世界残酷秘史》 • 曲：里茲·歐特拉尼 和 尼諾·奧利維羅（英语：Nino Oliviero） • 词：諾曼·紐維爾（英语：Norman Newell）
  - “So Little Time」 — 《北京55日》 • 曲：迪米特里·迪奥姆金 • 词：保罗·法兰西斯·韦布斯特（英语：Paul Francis Webster）
- 1964年（第37届奥斯卡金像奖）「Chim Chim Cher-ee」 — 《歡樂滿人間》 • 词曲：羅伯特·謝爾曼和理查德·謝爾曼（英语：Sherman Brothers）
  - “Dear Heart」 — 《亲爱的心（英语：Dear Heart）》 • 曲：亨利·曼西尼 • 词：傑伊·利文斯頓（英语：Jay Livingston） 和 瑞伊·埃文斯（英语：Ray Evans）
  - “Hush, Hush, Sweet Charlotte" — 《最毒妇人心（英语：Hush… Hush, Sweet Charlotte）》 • 曲：弗蘭克·德沃爾 • 词：麥克·大衛（英语：Mack David）
  - “My Kind of Town」 — 《罗宾七侠（英语：Robin and the 7 Hoods）》 • 吉米·范·优迅（英语：Jimmy Van Heusen） • 词：萨米·卡恩（英语：Sammy Cahn）
  - “Where Love Has Gone」 — 《爱去向何方（英语：Where Love Has Gone (film)）》 • 吉米·范·优迅（英语：Jimmy Van Heusen） • 词：萨米·卡恩（英语：Sammy Cahn）
- 1965年（第38届奥斯卡金像奖）「The Shadow of Your Smile」 — 《春风无限恨（英语：The Sandpiper）》 • 曲：強尼·曼德爾（英语：Johnny Mandel） • 词：保罗·法兰西斯·韦布斯特（英语：Paul Francis Webster）
  - “The Ballad of Cat Ballou」 — 《狼城脂粉俠》 • 曲：傑瑞·利文斯頓（英语：Jerry Livingston） • 词：麥克·大衛（英语：Mack David）
  - “I Will Wait for You」 — 《秋水伊人》 • 曲：米切尔·莱格兰德 • 词：雅克·德米 • 英文歌词：諾曼·金貝爾（英语：Norman Gimbel）
  - “The Sweetheart Tree」 — 《疯狂大赛车（英语：The Great Race）》 • 曲：亨利·曼西尼 • 词：强尼·莫瑟
  - “What's New Pussycat?」 — 《風流紳士（英语：What's New Pussycat?）》 • 曲：伯特·巴卡拉克 • 词：哈爾·大衛（英语：Hal David）
- 1966年（第39届奥斯卡金像奖）「Born Free」 — 《獅子與我（英语：Born Free）》 • 曲：约翰·巴瑞• 词：唐・布萊克（英语：Don Black (lyricist)）
  - “Alfie」 — 《阿飛外傳（英语：Alfie (1966 film)）》 • 曲：伯特·巴卡拉克 • 词：哈爾·大衛（英语：Hal David）
  - “Georgy Girl」 — 《乔琪姑娘（英语：Georgy Girl）》 • 曲：湯姆·斯普林菲德（英语：Tom Springfield） • 词：吉姆·戴爾
  - “My Wishing Doll」 — 《夏威夷（英语：Hawaii (1966 film)）》 • 曲：埃爾默·伯恩斯坦 • 词：麥克·大衛（英语：Mack David）
  - “A Time for Love」 — 《血灑瓊樓（英语：An American Dream (film)）》 • 曲：強尼·曼德爾（英语：Johnny Mandel） • 词：保罗·法兰西斯·韦布斯特（英语：Paul Francis Webster）
- 1967年（第40届奥斯卡金像奖）「Talk to the Animals」 —《杜立德医生（英语：Doctor Dolittle (film)）》 • 词曲：萊斯利·布里庫斯（英语：Leslie Bricusse）
  - “The Bare Necessities」 — 《森林王子》 • 词曲：泰瑞·吉克森（英语：Terry Gilkyson）
  - “The Eyes of Love」 — 《浪子娇娃（英语：Banning (film)）》 • 曲：昆西·琼斯 • 词：鮑伯·羅素（英语：Bob Russell (songwriter)）
  - “The Look of Love」 — 《皇家夜總會》 • 曲：伯特·巴卡拉克 • 词：哈爾·大衛（英语：Hal David）
  - “Thoroughly Modern Millie」 — 《蜜莉姑娘（英语：Thoroughly Modern Millie）》 • 吉米·范·优迅（英语：Jimmy Van Heusen） • 词：萨米·卡恩（英语：Sammy Cahn）
- 1968年（第41届奥斯卡金像奖）「The Windmills of Your Mind」 — 《龙凤斗智（英语：The Thomas Crown Affair (1968 film)）》 • 曲：米切尔·莱格兰德 • 词：艾倫·伯格曼和瑪麗蓮·伯格曼（英语：Alan and Marilyn Bergman）
  - “Chitty Chitty Bang Bang」 — 《飞天万能车》 • 词曲：羅伯特·謝爾曼和理查德·謝爾曼（英语：Sherman Brothers）
  - “For Love of Ivy」 — 《谁来爱你（英语：For Love of Ivy）》 • 曲：昆西·琼斯 • 词：鮑伯·羅素（英语：Bob Russell (songwriter)）
  - “Funny Girl」 — 《妙女郎（英语：Funny Girl (film)）》 • 曲：胡爾·斯泰恩（英语：Jule Styne） • 词：鮑伯·麥瑞爾（英语：Bob Merrill）
  - “Star!」 — 《Star!（英语：Star! (film)）》 • 吉米·范·优迅（英语：Jimmy Van Heusen） • 词：萨米·卡恩（英语：Sammy Cahn）
- 1969年（第42届奥斯卡金像奖）「Raindrops Keep Fallin' on My Head」 — 《虎豹小霸王》 •曲：伯特·巴卡拉克 • 词：哈爾·大衛（英语：Hal David）

  - “Come Saturday Morning」 — 《何日卿再來》 •曲：弗雷德·卡爾林（英语：Fred Karlin） • 词：多莉·普列文（英语：Dory Previn）
  - “Jean」 — 《春風不化雨（英语：The Prime of Miss Jean Brodie (film)）》 • 词曲：羅德·麥克庫恩（英语：Rod McKuen）
  - “True Grit」 — 《大地驚雷》 • 曲：埃爾默·伯恩斯坦 • 词：唐・布萊克（英语：Don Black (lyricist)）
  - “What Are You Doing the Rest of Your Life?」 — 《大团圆（英语：The Happy Ending）》 •曲：米切尔·莱格兰德 •词：艾倫·伯格曼和瑪麗蓮·伯格曼（英语：Alan and Marilyn Bergman）

### 1970年代
- 1970年（第43届奥斯卡金像奖）「For All We Know」 — 《愛情遊戲（英语：Lovers and Other Strangers）》 • 曲：弗雷德·卡爾林（英语：Fred Karlin） • 词：羅伯·羅耶（英语：Robb Royer） 和 吉米·格里芬（英语：Jimmy Griffin）
  - “Whistling Away the Dark」 — 《拂晓出击（英语：Darling Lili）》 • 曲：亨利·曼西尼 • 词：强尼·莫瑟
  - “Till Love Touches Your Life」 — 《马德伦（英语：Madron (film)）》 • 曲：里茲·歐特拉尼 • 词：亞瑟·漢密爾頓（英语：Arthur Hamilton）
  - “Pieces of Dreams」 — 《浮生缘（英语：Pieces of Dreams (film)）》 • 曲：米切尔·莱格兰德 • 词：艾倫·伯格曼和瑪麗蓮·伯格曼（英语：Alan and Marilyn Bergman）
  - “Thank You Very Much」 — 《小气财神（英语：Scrooge (1970 film)）》 • 词曲：萊斯利·布里庫斯（英语：Leslie Bricusse）
- 1971年（第44届奥斯卡金像奖）「Theme from Shaft」 — 《黑街神探》 • 词曲：艾萨克·海耶斯
  - “The Age of Not Believing」 — 《飞天万能床（英语：Bedknobs and Broomsticks）》 • 词曲：羅伯特·謝爾曼和理查德·謝爾曼（英语：Sherman Brothers）
  - “Bless the Beasts and Children」 —《保佑野兽和孩子们（英语：Bless the Beasts and Children (film)）》 • 词曲：貝瑞·德·沃森（英语：Barry De Vorzon） 和 小佩里·博特金（英语：Perry Botkin, Jr.）
  - “Life Is What You Make It」 — 《吾父吾子（英语：Kotch）》 • 曲：马文·哈姆利奇 • 词：强尼·莫瑟
  - “All His Children」 — 《永不让步（英语：Sometimes a Great Notion）》 • 曲：亨利·曼西尼 • 词：艾倫·伯格曼和瑪麗蓮·伯格曼（英语：Alan and Marilyn Bergman）
- 1972年（第45届奥斯卡金像奖）「The Morning After」 — 《海神號》 • 词曲：阿爾·卡沙（英语：Al Kasha） 和 喬爾·赫斯霍恩（英语：Joel Hirschhorn）
  - “Ben」 — 《大危机（英语：Ben (film)）》 • 曲：沃爾特·沙爾夫（英语：Walter Scharf） • 词：唐・布萊克（英语：Don Black (lyricist)）
  - “Marmalade, Molasses & Honey」 — 《夺命判官（英语：The Life and Times of Judge Roy Bean）》 •曲：莫里斯·贾尔 •词：艾倫·伯格曼和瑪麗蓮·伯格曼（英语：Alan and Marilyn Bergman）
  - “Come Follow, Follow Me」 — 《小方舟（英语：The Little Ark）》 •曲：弗雷德·卡爾林（英语：Fred Karlin） •词：瑪莎·卡爾林(Marsha Karlin)
  - “Strange Are the Ways of Love」 — 《继母（英语：The Stepmother (1972 film)）》 •曲：赛米·菲恩（英语：Sammy Fain） •词：保羅·法蘭西斯·韋伯斯特（英语：Paul Francis Webster）
- 1973年（第46届奥斯卡金像奖）「The Way We Were」 — 《往日情怀》 • 曲：马文·哈姆利奇 • 词：艾倫·伯格曼和瑪麗蓮·伯格曼（英语：Alan and Marilyn Bergman）
  - “Nice to Be Around」 — 《吧女生涯原是夢（英语：Cinderella Liberty）》 • 曲：约翰·威廉斯 •词：保羅·威廉斯（英语：Paul Williams (songwriter)）
  - “Live and Let Die」 — 《007：生死關頭》 •曲：保罗·麦卡特尼 • 词：保罗·麦卡特尼 和 琳達·麥卡特尼
  - “Love」 — 《罗宾汉》 • 曲：喬治・布倫斯（英语：George Bruns） • 词：弗洛伊德·哈德爾斯頓（英语：Floyd Huddleston）
  - “All That Love Went To Waste」 — 《金屋梦痕（英语：A Touch of Class (film)）》 • 曲：喬治·巴瑞（英语：George Barrie） • 词：萨米·卡恩（英语：Sammy Cahn）
- 1974年（第47届奥斯卡金像奖）「We May Never Love Like This Again」 — 《火燒摩天樓》 • 词曲：阿爾·卡沙（英语：Al Kasha） 和 喬爾·赫斯霍恩（英语：Joel Hirschhorn）
  - “Benji's Theme (I Feel Love)」 — 《小狗笨吉（英语：Benji (1974 film)）》 • 曲：尤爾·鮑克斯（英语：Euel Box） • 词：貝蒂·鮑克斯(Betty Box)
  - “Blazing Saddles」 — 《閃亮的马鞍》 • 曲：約翰·莫利斯（英语：John Morris (composer)） • 词：梅尔·布鲁克斯
  - “Wherever Love Takes Me」 — 《金矿（英语：Gold (1974 film)）》 • 曲：埃尔默·伯恩斯坦 • 词：唐・布萊克（英语：Don Black (lyricist)）
  - “Little Prince」 — 《小王子（英语：The Little Prince (1974 film)）》 • 曲：弗雷德里克·洛伊（英语：Frederick Loewe） • 曲：艾倫·傑伊·勒納（英语：Alan Jay Lerner）
- 1975年（第48届奥斯卡金像奖）「I'm Easy」 — 《纳什维尔》 •词曲：凱斯·卡拉定
  - “How Lucky Can You Get」 — 《俏佳人（英语：Funny Lady）》 • 词曲：佛列德・艾伯（英语：Fred Ebb） 和 約翰·坎德（英语：John Kander）
  - “Theme from Mahogany (Do You Know Where You're Going To)」 — 《紅木（英语：Mahogany (film)）》 • 曲：麥克·梅瑟（英语：Michael Masser） • 词：格里·高芬（英语：Gerry Goffin）
  - “Richard's Window」 — 《山那边（英语：The Other Side of the Mountain）》 • 曲： 查爾斯·福克斯（英语：Charles Fox (composer)） • 词：諾曼·金貝爾（英语：Norman Gimbel）
  - “Now That We're in Love」 — 《輕輕拂過（英语：Whiffs）》 • 曲：喬治·巴瑞（英语：George Barrie） • 词：萨米·卡恩（英语：Sammy Cahn）
- 1976年（第49届奥斯卡金像奖）「Evergreen (Love Theme from A Star Is Born)」 — 《星夢淚痕（英语：A Star Is Born (1976 film)）》 • 曲：芭芭拉·史翠珊 •词：保羅·威廉斯（英语：Paul Williams (songwriter)）
  - “A World That Never Was」 — 《半套房（英语：Half a House）》 •曲：赛米·菲恩（英语：Sammy Fain） • 词：保羅·法蘭西斯·韋伯斯特（英语：Paul Francis Webster）
  - “Ave Satani」 — 《天魔》 • 词曲：杰里·戈德史密斯
  - “Come to Me」 — 《粉红豹系列：活宝（英语：The Pink Panther Strikes Again）》 • 曲：亨利·曼西尼 • 词：唐・布萊克（英语：Don Black (lyricist)）
  - “Gonna Fly Now」 — 《洛基》 • 曲：比爾·康提（英语：Bill Conti） • 词：卡羅爾·康納斯（英语：Carol Connors (singer)） 和 安·羅賓斯（英语：Ayn Robbins）
- 1977年（第50届奥斯卡金像奖）「You Light Up My Life」 — 《你照亮我的生命》 • 词曲：約瑟夫·布魯克斯（英语：Joseph Brooks (songwriter)）
  - “Candle on the Water」 — 《妙妙龙（英语：Pete's Dragon (1977 film)）》 • 词曲：阿爾·卡沙（英语：Al Kasha） 和 喬爾·赫斯霍恩（英语：Joel Hirschhorn）
  - “Someone's Waiting for You」 — 《救难小英雄》 • 曲：赛米·菲恩（英语：Sammy Fain） • 词：卡羅爾·康納斯（英语：Carol Connors (singer)） 和 安·羅賓斯（英语：Ayn Robbins）
  - “The Slipper and the Rose Waltz (He Danced with Me/She Danced with Me)」 — 《水晶鞋与玫瑰花》 • 词曲：羅伯特·謝爾曼和理查德·謝爾曼（英语：Sherman Brothers）
  - “Nobody Does It Better」 — 《007系列之海底城》 • 曲：马文·哈姆利奇 • 词：卡羅爾·拜爾·薩格（英语：Carole Bayer Sager）
- 1978年（第51届奥斯卡金像奖）「Last Dance」 — 《狂热周五夜（英语：Thank God It's Friday (film)）》 • 词曲：保羅·賈巴拉（英语：Paul Jabara）
  - “Ready To Take a Chance Again」 — 《小迷糊闯七关（英语：Foul Play (1978 film)）》 • 曲：查爾斯·福克斯（英语：Charles Fox (composer)） • 词：諾曼·金貝爾（英语：Norman Gimbel）
  - “Hopelessly Devoted to You」 — 《火爆浪子》 • 词曲：約翰·法拉爾（英语：John Farrar）
  - “When You're Loved」 — 《莱西的魔法（英语：The Magic of Lassie）》 • 词曲：羅伯特·謝爾曼和理查德·謝爾曼（英语：Sherman Brothers）
  - “The Last Time I Felt Like This」 — 《明年此时（英语：Same Time, Next Year (film)）》 • 曲：马文·哈姆利奇 • 词：艾倫·伯格曼和瑪麗蓮·伯格曼（英语：Alan and Marilyn Bergman）
- 1979年（第52届奥斯卡金像奖）「It Goes Like It Goes」 — 《诺玛·蕾》 • 曲：大衛·希爾 • 词：諾曼·金貝爾（英语：Norman Gimbel）
  - “Through the Eyes of Love」 — 《花逢月满永不残（英语：Ice Castles）》 • 曲：马文·哈姆利奇 • 词：卡羅爾·拜爾·薩格（英语：Carole Bayer Sager）
  - “Rainbow Connection」 — 《布偶歷險記（英语：The Muppet Movie）》 • 词曲：保羅·威廉斯（英语：Paul Williams (songwriter)） 和 肯尼斯·阿舍爾（英语：Kenneth Ascher）
  - “I'll Never Say Goodbye」 — 《山盟海誓（英语：The Promise (1979 film)）》 • 曲：大衛·希爾 • 词：艾倫·伯格曼和瑪麗蓮·伯格曼（英语：Alan and Marilyn Bergman）
  - “It's Easy To Say」 — 《十全十美（英语：10 (film)）》 • 曲：亨利·曼西尼 • 词：羅伯特·威爾斯（英语：Robert Wells (songwriter)）

### 1980年代
- 1980年（第53届奥斯卡金像奖）「Fame」 — 《名揚四海》 • 曲：邁克爾·戈爾（英语：Michael Gore） • 词：迪恩·皮奇福德（英语：Dean Pitchford）
  - “People Alone」 — 《琴逢敌手（英语：The Competition (1980 film)）》 • 曲：拉羅·斯齊弗林（英语：Lalo Schifrin） • 词：威爾·詹寧斯（英语：Will Jennings）
  - “Out Here On My Own」 — 《名扬四海》 • 曲：邁克爾·戈爾（英语：Michael Gore） • 词：莱斯利·戈尔
  - “On the Road Again」 — 《忍冬玫瑰（英语：Honeysuckle Rose (film)）》 • 词曲：威利·尼爾森
  - “Nine to Five」 — 《朝九晚五》 • 词曲：桃莉·巴顿
- 1981年（第54届奥斯卡金像奖）「Arthur's Theme (Best That You Can Do)」 — 《二八佳人花公子》 • 词曲：伯特·巴卡拉克, 卡羅爾·拜爾·塞格（英语：Carole Bayer Sager）, 克里斯托夫·克羅斯（英语：Christopher Cross） 和 彼得·艾倫（英语：Peter Allen (musician)）
  - “Endless Love」 — 《無盡的愛》 • 词曲：莱昂纳尔·里奇
  - “For Your Eyes Only」 — 《007系列之最高机密》 • 曲：比爾·康提（英语：Bill Conti） • 词：麥克·李森(Mike Leeson)
  - “The First Time It Happens」 — 《布偶大追緝（英语：The Great Muppet Caper）》 • 词曲：喬·拉普索（英语：Joe Raposo）
  - “One More Hour」 — 《爵士年代》 • 词曲：兰迪·纽曼
- 1982年（第55届奥斯卡金像奖）「Up Where We Belong」 — 《军官与绅士》 • 曲：傑克·尼采（英语：Jack Nitzsche） 和 芭菲·聖瑪麗（英语：Buffy Sainte-Marie） • 词：威爾·詹寧斯（英语：Will Jennings）
  - “How Do You Keep the Music Playing?」 — 《最好的朋友（英语：Best Friends (1982 film)）》 • 曲：米切尔·莱格兰德 • 词：艾倫·伯格曼和瑪麗蓮·伯格曼（英语：Alan and Marilyn Bergman）
  - “Eye of the Tiger」 — 《洛基第三集》 • 词曲：吉姆·佩特里克（英语：Jim Peterik） 和 弗蘭基·蘇利文（英语：Frankie Sullivan）
  - “It Might Be You」 — 《窈窕淑男》 • 曲：戴夫·格鲁辛 • 词：艾倫·伯格曼和瑪麗蓮·伯格曼（英语：Alan and Marilyn Bergman）
  - “If We Were In Love」 — 《噢！乔治（英语：Yes, Giorgio）》 • 曲：约翰·威廉斯 • 词：艾倫·伯格曼和瑪麗蓮·伯格曼（英语：Alan and Marilyn Bergman）
- 1983年（第56届奥斯卡金像奖）「Flashdance... What a Feeling」 — 《閃舞》 • 曲：乔吉奥·莫罗德尔 • 词：凱思·福西（英语：Keith Forsey） 和 艾琳·卡拉
  - “Maniac」 — 《閃舞》 • 词曲：邁克爾·辛伯羅（英语：Michael Sembello） 和 丹尼斯·馬特科斯基(Dennis Matkosky)
  - “Over You」 — 《溫柔的慈悲》 • 词曲：奥斯丁·羅伯茲（英语：Austin Roberts (singer)） 和 鮑比·哈特（英语：Boyce and Hart）
  - “Papa, Can You Hear Me?」 — 《楊朵（英语：Yentl (film)）》 • 曲：米切尔·莱格兰德 • 词：艾倫·伯格曼和瑪麗蓮·伯格曼（英语：Alan and Marilyn Bergman）
  - “The Way He Makes Me Feel」 — 《楊朵（英语：Yentl (film)）》 • 曲：米切尔·莱格兰德 • 词：艾倫·伯格曼和瑪麗蓮·伯格曼（英语：Alan and Marilyn Bergman）
- 1984年（第57届奥斯卡金像奖）「I Just Called to Say I Love You」 — 《红衣女郎（英语：The Woman in Red (1984 film)）》 • 词曲：史提夫·汪达
  - “Against All Odds (Take a Look at Me Now)」 — 《再看我一眼（英语：Against All Odds (1984 film)）》 • 词曲：菲尔·柯林斯
  - “Footloose」 — 《浑身是劲》 • 词曲：肯尼·羅根斯 和 迪恩·皮奇福德（英语：Dean Pitchford）
  - “Let's Hear It for the Boy」 — 《浑身是劲》 • 词曲： 湯姆·斯諾（英语：Tom Snow） 和 迪恩·皮奇福德（英语：Dean Pitchford）
  - “Ghostbusters」 — 《魔鬼剋星》 • 词曲：小雷派克（英语：Ray Parker Jr.）
- 1985年（第58届奥斯卡金像奖）「Say You, Say Me」 — 《飛越蘇聯》 • 词曲：莱昂纳尔·里奇
  - “The Power of Love」 — 《回到未来》 • 曲：克里斯·海斯（英语：Huey Lewis and the News） 和 強尼·科拉（英语：Johnny Colla） • 词：修·路易斯（英语：Huey Lewis）
  - “Surprise Surprise」 — 《歌舞线上（英语：A Chorus Line (film)）》 • 曲：马文·哈姆利奇 • 词：愛德華·克萊班（英语：Edward Kleban）
  - “Miss Celie's Blues (Sister)" • 《紫色姊妹花》 • 曲：昆西·琼斯 和 魯德·坦普爾頓（英语：Rod Temperton） • 词：昆西·琼斯、魯德·坦普爾頓（英语：Rod Temperton） 和 莱昂纳尔·里奇
  - “Separate Lives」 — 《飛越蘇聯》 • 词曲：斯蒂芬·畢曉普（英语：Stephen Bishop (singer)）
- 1986年（第59届奥斯卡金像奖）「Take My Breath Away」 — 《捍衛戰士》 • 曲：乔吉奥·莫罗德尔 • 词：湯姆·懷特洛克（英语：Tom Whitlock）
  - “Somewhere Out There」 — 《美国鼠谭》 • 曲：詹姆斯·霍纳 和 貝瑞·曼恩（英语：Barry Mann） • 词：辛西亞·韋伊（英语：Cynthia Weil）
  - “Glory of Love」 — 《小子难缠续集（英语：The Karate Kid, Part II）》 • 曲：彼得·塞特拉和大衛·福斯特 • 词：彼得·塞特拉和黛安·尼尼（Diane Nini）
  - “Mean Green Mother From Outer Space」 — 《异形奇花（英语：Little Shop of Horrors (film)）》 • 曲：亚伦·孟肯 • 词：霍華德·愛許曼（英语：Howard Ashman）
  - “Life in a Looking Glass」 — 《生之乐章（英语：That's Life! (film)）》 • 曲：亨利·曼西尼 • 词：萊斯利·布里庫斯（英语：Leslie Bricusse）
- 1987年（第60届奥斯卡金像奖）「(I've Had) The Time of My Life」 — 《熱舞17》 • 曲：弗蘭克·普雷維特（英语：Franke Previte）、約翰·德尼科拉（英语：John DeNicola） 和 唐纳德·马尔科威茨(Donald Markowitz) • 词：弗蘭克·普雷維特（英语：Franke Previte）
  - “Shakedown」 — 《比佛利山超级警探2（英语：Beverly Hills Cop II）》 • 曲：哈羅德·方特梅耶（英语：Harold Faltermeyer） 和 凱思·福西（英语：Keith Forsey） • 词：哈羅德·方特梅耶（英语：Harold Faltermeyer）, 凱思·福西（英语：Keith Forsey） 和巴布·席格
  - “Cry Freedom」 — 《哭喊自由（英语：Cry Freedom）》 • 词曲：喬治·芬頓（英语：George Fenton） 和 霍納斯·格汪瓦（英语：Jonas Gwangwa）
  - “暢行無阻」 — 《神气活现》 •词曲：亞伯特·漢蒙 和 戴安娜·沃倫
  - “Storybook Love」 — 《公主新娘》 •词曲：威利·迪威勒（英语：Willy DeVille）
- 1988年（第61届奥斯卡金像奖）「Let the River Run」 — 《上班女郎》 •词曲：卡莉·西蒙
  - “Calling You」 — 《巴格达咖啡馆（英语：Bagdad Cafe）》 • 词曲：鮑勃·特爾森（英语：Bob Telson）
  - “Two Hearts」 — 《痴情大丈夫（英语：Buster (film)）》 • 曲：拉蒙特·多齊爾（英语：Lamont Dozier） • 词：菲尔·柯林斯
- 1989年（第62届奥斯卡金像奖）「Under the Sea」 — 《小美人鱼》 • 曲：亚伦·孟肯 • 词：霍華德·愛許曼（英语：Howard Ashman）
  - “After All」 — 《回到阴阳界（英语：Chances Are (film)）》 • 曲：湯姆·斯諾（英语：Tom Snow） • 词：迪恩·皮奇福德（英语：Dean Pitchford）
  - “Kiss the Girl」 — 《小美人鱼》 •曲：亚伦·孟肯 • 词：霍華德·愛許曼（英语：Howard Ashman）
  - “I Love To See You Smile」 — 《温馨家族（英语：Parenthood (film)）》 • 词曲兰迪·纽曼
  - “The Girl Who Used To Be Me」 — 《第二春》 • 曲：马文·哈姆利奇 • 词：艾倫·伯格曼和瑪麗蓮·伯格曼（英语：Alan and Marilyn Bergman）

### 1990年代
- 1990年（第63届奥斯卡金像奖）「Sooner or Later」 — 《狄克崔西》 • 词曲：史蒂芬·桑坦
  - “Promise Me You'll Remember」 —《教父第三集》 •曲：卡邁·科波拉（英语：Carmine Coppola） • 词：約翰·貝蒂斯（英语：John Bettis）
  - “Somewhere in My Memory」 — 《小鬼当家》 • 曲：约翰·威廉斯 • 词：萊斯利·布里庫斯（英语：Leslie Bricusse）
  - “I'm Checkin' Out」 — 《来自边缘的明信片》 • 词曲：谢尔·希尔弗斯坦
  - 「榮耀之光」 — 《少壮屠龙阵 2（英语：Young Guns II）》 • 词曲：琼·邦·乔飞
- 1991年（第64届奥斯卡金像奖）「Beauty and the Beast」 — 《美女与野兽》 • 曲：亚伦·孟肯 • 词：霍華德·愛許曼（英语：Howard Ashman） 
  - “Be Our Guest」 — 《美女与野兽》 • 曲：亚伦·孟肯 • 词：霍華德·愛許曼（英语：Howard Ashman）
  - “Belle」 — 《美女与野兽》 • 曲：亚伦·孟肯 • 词：霍華德·愛許曼（英语：Howard Ashman）
  - “When You're Alone」 — 《虎克船長》 • 曲：约翰·威廉斯 • 词：萊斯利·布里庫斯（英语：Leslie Bricusse）
  - “(Everything I Do) I Do It for You」 — 《侠盗王子罗宾汉》 • 曲：迈克尔·凯曼 • 词：布莱恩·亚当斯 和 羅伯特·約翰·蘭格（英语：Robert John "Mutt" Lange）
- 1992年（第65届奥斯卡金像奖）「A Whole New World」 — 《阿拉丁》 • 曲：亚伦·孟肯 • 词：蒂姆·赖斯
  - “Friend Like Me」 — 《阿拉丁》 • 曲：亚伦·孟肯 • 词：霍華德·愛許曼（英语：Howard Ashman）
  - “I Have Nothing」 — 《終極保鑣》 • 曲：大卫·沃尔特·福斯特 • 词：琳達·湯普森（英语：Linda Thompson (actress)）
  - “Run to You」 — 《終極保鑣》 • 曲：朱德·傅利曼(Jud J. Friedman) • 词：艾倫·瑞奇（英语：Allan Rich）
  - “Beautiful Maria of My Soul」 — 《曼波狂潮（英语：The Mambo Kings）》 • 曲：羅伯·克拉夫特（英语：Robert Kraft (composer)） • 词：阿諾德·格萊姆徹（英语：Arne Glimcher）
- 1993年（第66届奥斯卡金像奖）「Streets of Philadelphia」 — 《費城》 • 词曲：布魯斯·斯普林斯汀
  - “The Day I Fall in Love」 — 《一家六口（英语：Beethoven's 2nd (film)）》 • 词曲：卡羅爾·拜爾·薩格（英语：Carole Bayer Sager）、詹姆斯·英格拉姆（英语：James Ingram） 和 克里夫·馬格尼斯（英语：Cliff Magness）
  - “Philadelphia」 — 《費城》 • 词曲：尼尔·杨
  - “Again」 — 《馬路羅曼史（英语：Poetic Justice (film)）》 • 词曲：珍妮·杰克逊、 吉米·吉姆與特里·李維斯（英语：Jimmy Jam and Terry Lewis）
  - “Wink and a Smile」 — 《西雅图夜未眠》 • 曲：馬克·夏曼（英语：Marc Shaiman） • 词：拉姆塞·麥連(Ramsey McLean)
- 1994年（第67届奥斯卡金像奖）「今夜感覺我的愛」 — 《狮子王》 • 曲：艾爾頓·強 • 词：蒂姆·赖斯
  - “Look What Love Has Done」 — 《魔鬼二世》 • 词曲：卡羅爾·拜爾·薩格（英语：Carole Bayer Sager）、 詹姆斯·纽顿·霍华、 詹姆斯·英格拉姆（英语：James Ingram） 和 派蒂·史麥絲（英语：Patty Smyth）
  - “Circle of Life」 — 《狮子王》 • 曲：艾爾頓·強 • 词：蒂姆·赖斯
  - “Hakuna Matata」 — 《狮子王》 • 曲：艾爾頓·強 • 词：蒂姆·赖斯
  - “Make Up Your Mind」 — 《媒体先锋（英语：The Paper (film)）》 • 词曲：兰迪·纽曼
- 1995年（第68届奥斯卡金像奖）「Colors of the Wind」 — 《风中奇缘》 •曲：亚伦·孟肯 •词：史蒂芬·施沃茨
  - “Dead Man Walking」 — 《越過死亡線》 • 词曲：布魯斯·斯普林斯汀
  - “Have You Ever Really Loved a Woman?」 — 《这个男人有点色》 • 曲：迈克尔·凯曼 • 词：布莱恩·亚当斯 和 羅伯特·約翰·蘭格（英语：Robert John "Mutt" Lange）
  - “Moonlight」 —《新龙凤配（英语：Sabrina (1995 film)）》 •曲：约翰·威廉斯 •词：艾倫·伯格曼和瑪麗蓮·伯格曼（英语：Alan and Marilyn Bergman）
  - “You've Got a Friend in Me」 — 《玩具总动员》 • 词曲：兰迪·纽曼
- 1996年（第69届奥斯卡金像奖）「你必須愛我」 — 《阿根廷，別為我哭泣》 • 曲：安德鲁·劳埃德·韦伯 • 词：提姆·萊斯
  - “I Finally Found Someone」 — 《越愛越美麗（英语：The Mirror Has Two Faces）》 • 词曲：芭芭拉·史翠珊、马文·哈姆利奇、布莱恩·亚当斯 和 羅伯特·約翰·蘭格（英语：Robert John "Mutt" Lange）
  - “For the First Time」 — 《一日鍾情（英语：One Fine Day (film)）》 • 词曲：詹姆斯·纽顿·霍华、朱德·傅利曼(Jud J. Friedman) 和 艾倫·里奇(Allan Dennis Rich)
  - “That Thing You Do!」 — 《挡不住的奇迹》 •词曲：亞當·施萊辛格
  - “Because You Loved Me」 — 《因为你爱过我》 •词曲：戴安娜·沃倫
- 1997年（第70届奥斯卡金像奖）「我心永恆」 — 《鐵達尼號》 •曲：詹姆斯·霍纳 •词：威爾·詹寧斯（英语：Will Jennings）
  - “Journey to the Past」 — 《真假公主－安娜塔西亚》 • 曲：史蒂芬·弗萊厄蒂（英语：Stephen Flaherty） • 词：琳恩·阿倫斯（英语：Lynn Ahrens）
  - “How Do I Live」 — 《空中监狱》 • 词曲：戴安娜·沃倫
  - “Miss Misery」 — 《心灵捕手》 •词曲：艾略特·史密斯
  - “Go the Distance」 — 《大力士》 • 曲：亚伦·孟肯 • 词：大衛·吉波（英语：David Zippel）
- 1998年（第71届奥斯卡金像奖）「只要你相信」 — 《埃及王子》 •词曲：史蒂芬·施沃茨
  - “I Don't Want to Miss a Thing」 — 《世界末日》 • 词曲：戴安娜·沃倫
  - “That'll Do」 — 《我很乖因為我要出國》 •词曲：兰迪·纽曼
  - “A Soft Place to Fall」 — 《輕聲細語》 •词曲：阿利森·穆勒（英语：Allison Moorer） 和 葛威利·歐文三世（英语：Gwilym Emyr Owen III）
  - “The Prayer」 — 《魔劍奇兵（英语：Quest for Camelot）》 • 曲：卡羅爾·拜爾·薩格（英语：Carole Bayer Sager） 和 大衛·沃爾特·福斯特 • 词：卡羅爾·拜爾·薩格（英语：Carole Bayer Sager）、大衛·沃爾特·福斯特、托尼·雷尼斯（英语：Tony Renis） 和 阿爾貝托·特斯塔（英语：Alberto Testa (lyricist)）
- 1999年（第72届奥斯卡金像奖）「You'll Be in My Heart」 — 《泰山》 •词曲：菲尔·柯林斯
  - “Save Me」 — 《心靈角落》 • 词曲：艾美·曼恩（英语：Aimee Mann）
  - “Music of My Heart」 — 《心靈真愛》 •词曲：戴安娜·沃倫
  - “Blame Canada」 — 《南方四賤客劇場版》 •词曲：特雷·帕克 和 馬克·夏曼（英语：Marc Shaiman）
  - “When She Loved Me」 — 《玩具总动员2》 •词曲：兰迪·纽曼

### 2000年代
- 2000年（第73届奥斯卡金像奖）「Things Have Changed」 — 《天才接班人》 •词曲：巴布·狄倫
  - 「I've Seen It All」 — 《在黑暗中漫舞》 •曲：比约克 •词：拉斯·冯·提尔和松
  - 「My Funny Friend and Me」 —《变身国王》 • 曲：史汀和戴维·哈特利（英语：David Hartley (musician)） • 词：史汀
  - 「A Fool in Love」 — 《門當父不對》 • 词曲：兰迪·纽曼
  - 「A Love Before Time」 — 《卧虎藏龙》 •曲：豪尔赫·卡兰德里（英语：Jorge Calandrelli）和谭盾 •词：詹姆士·夏慕斯
- 2001年（第74届奥斯卡金像奖）「If I Didn't Have You」 — 《怪獸電力公司》 •词曲：兰迪·纽曼
  - 「Until...」 — 《穿越时空爱上你》 •词曲：史汀
  - 「May It Be」 — 《魔戒首部曲：魔戒現身》 • 词曲：恩雅、尼基·赖恩（英语：Nicky Ryan）和罗马·赖恩（英语：Roma Ryan）
  - 「There You'll Be」 — 《珍珠港》 •词曲：黛安·沃伦（英语：Diane Warren）
  - 「Vanilla Sky」 — 《香草天空》 •词曲：保罗·麦卡特尼
- 2002年（第75届奥斯卡金像奖）「Lose Yourself」 — 《街頭痞子》 • 曲：阿姆、杰夫·巴斯（英语：Jeff Bass）和路易斯·雷斯托（英语：Luis Resto (musician)） • 词：阿姆
  - 「I Move On」 — 《芝加哥》 •曲：约翰·坎德（英语：John Kander） •词：弗雷德·埃伯（英语：Fred Ebb）
  - 「Burn It Blue」 — 《揮灑烈愛》 •曲：艾略特·高登索 •词：朱丽·泰莫（英语：Julie Taymor）
  - 「The Hands That Built America」 — 《纽约黑帮》 • 词曲：波諾、The Edge、亚当·克雷顿和小赖瑞·慕兰 (U2乐团)
  - 「Father and Daughter」 — 《蛮荒历险记（英语：The Wild Thornberrys Movie）》 •词曲：保罗·西蒙
- 2003年（第76届奥斯卡金像奖）「Into the West」 — 《魔戒三部曲：王者再臨》 • 词曲：法蘭·華許, 霍华德·肖和安妮·蓝妮克丝
  - 「The Scarlet Tide」 — 《冷山》 •词曲：T·本恩·本内特（英语：T Bone Burnett）和 埃尔维斯·科斯特洛
  - 「You Will Be My Ain True Love」 — 《冷山》 •词曲：史汀
  - 「A Kiss at the End of the Rainbow」 — 《歌聲滿人間（英语：A Mighty Wind）》 • 词曲：迈克尔·麦基恩和安妮特·奥图勒（英语：Annette O'Toole）
  - 「Belleville Rendez-vous」 — 《佳麗村三姊妹》 • 曲：伯诺瓦·庄社礼（英语：Benoît Charest） • 词：西维亚·乔迈（英语：Sylvain Chomet）
- 2004年（第77届奥斯卡金像奖）「Al otro lado del río」 — 《革命前夕的摩托车日记》 • 词曲：荷西·德克勒
  - 「Look to Your Path」 — 《放牛班的春天》 • 曲：布鲁诺·库列斯（英语：Bruno Coulais） • 词：克里斯托弗·巴哈提亚（英语：Christophe Barratier）
  - 「Learn to Be Lonely」 — 《歌劇魅影》 •曲：安德鲁·劳埃德·韦伯 •词：查尔斯·哈特（英语：Charles Hart）
  - 「Believe (The Polar Express song)」 — 《北極特快車》 • 词曲：葛伦·巴拉德（英语：Glen Ballard）和亚伦·史维斯查
  - 「Accidentally in Love」 — 《史瑞克2》 •曲：亚当·杜里茨（英语：Adam Duritz）、查理·吉林厄姆（英语：Charlie Gillingham）、吉姆·柏娇思（英语：Jim Bogios）、大衛·伊默柳克（英语：David Immerglück）、马特·马利（英语：Matt Malley）和大卫·布赖森（英语：David Bryson） •词：亚当·杜里茨（英语：Adam Duritz）和丹·威克瑞（英语：Dan Vickrey）(均为數烏鴉樂團（英语：Counting Crows）成员)
- 2005年（第78届奥斯卡金像奖）「It's Hard out Here for a Pimp」 — 《街頭嘻哈客（英语：Hustle & Flow）》• 词曲：裘西·J、弗賴澤男孩（英语：Frayser Boy）和DJ保羅（英语：DJ Paul） (Juicy J和DJ Paul 都是Three 6 Mafia的成员，Frayser Boy与Three 6 Mafia有过合作，但并不是其中一员)
  - 「In the Deep」 — 《衝擊效應》 • 曲：凱瑟琳・約克（英语：Kathleen York） 和 麥克・畢克(Michael Becker) • 词：凱瑟琳・約克（英语：Kathleen York）
  - 「Travelin' Thru」 — 《窈窕老爸》 • 词曲：桃莉·巴顿
- 2006年（第79届奥斯卡金像奖）「I Need to Wake Up」 — 《不願面對的真相》 • 词曲：梅莉莎·埃瑟里奇
  - 「Our Town」 — 《Cars》 •词曲：兰迪·纽曼
  - 「Listen」 — 《梦幻女郎》 • 曲：亨利·克里格爾（英语：Henry Krieger） 和 斯科特·卡特勒（英语：Scott Cutler） • 词：安妮·普雷文（英语：Anne Preven）
  - 「Love You I Do」 — 《梦幻女郎》 •曲：亨利·克里格爾（英语：Henry Krieger） •词：席依达·盖瑞特
  - 「Patience」 — 《梦幻女郎》 •曲：亨利·克里格爾（英语：Henry Krieger） •词：威利·雷亞爾（英语：Willie Reale）
- 2007年（第80届奥斯卡金像奖）「Falling Slowly」 — 《曾經。愛是唯一》 • 词曲：葛倫·韓薩（英语：Glen Hansard） 和 瑪琪達·艾格洛娃（英语：Markéta Irglová）
  - 「Happy Working Song」 — 《曼哈頓奇緣》 • 曲：亚伦·孟肯 • 词：史蒂芬·施沃茨
  - 「So Close (Jon McLaughlin song)」 — 《曼哈頓奇緣》 •曲：亚伦·孟肯 •词：史蒂芬·施沃茨
  - 「That's How You Know」 — 《曼哈頓奇緣》 •曲：亚伦·孟肯 •词：史蒂芬·施沃茨
  - 「Raise It Up (August Rush song)」 — 《把愛找回來》 • 词曲：傑摩·約瑟夫（英语：Jamal Joseph）、查爾斯·馬克(Charles Mack) 和特文·湯瑪斯（英语：Tevin Thomas）
- 2008年（第81届奥斯卡金像奖）「Jai Ho」 — 《貧民百萬富翁》 • 曲：A·R·拉曼 • 词：古勒扎爾（英语：Gulzar）
  - 「O…Saya」 — 《貧民百萬富翁》 • 词曲：A·R·拉曼和 M.I.A.
  - 「Down to Earth」 — 《瓦力》 •曲：彼得·盖布瑞尔和汤玛斯·纽曼 •词：彼得·盖布瑞尔
- 2009年（第82届奥斯卡金像奖）「The Weary Kind」 — 《疯狂的心》 • 词曲：賴恩·賓漢（英语：Ryan Bingham） 和 T·本恩·本内特（英语：T Bone Burnett）
  - 「Almost There」 — 《公主与青蛙》 •词曲：兰迪·纽曼
  - 「Down in New Orleans」 — 《公主与青蛙》 •词曲：兰迪·纽曼
  - 「Loin de Paname」 — 《放牛班快樂頌（英语：Paris 36）》 • 曲：賴因哈特·華格納(Reinhardt Wagner) • 词：法蘭克·湯瑪斯(Frank Thomas)
  - 「Take It All」 — 《華麗年代》 •词曲：莫里·葉斯頓（英语：Maury Yeston）

### 2010年代
- 2010年（第83届奥斯卡金像奖） 「We Belong Together」 —  • 词曲：兰迪·纽曼
  - “因為我有你” — 《魔髮奇緣》 • 曲：亚伦·孟肯 • 词：葛伦·史雷特（英语：Glenn Slater）
  - “Coming Home”— 《樂下星情（英语：Country Strong）》 • 词曲：汤姆·道格拉斯(Tom Douglas)、希拉里·林西（英语：Hillary Lindsey） 和 特洛伊·佛吉斯（英语：Troy Verges）
  - “If I Rise” — 《127小时》 • 曲：A·R·拉赫曼 • 词：蒂朵 和 罗洛·阿姆斯特朗（英语：Rollo Armstrong）
- 2011年（第84届奥斯卡金像奖） 「Man or Muppet」 — 《布偶歷險記》 • 词曲：布瑞·麦肯锡（英语：Bret McKenzie）
  - “Real in Rio” — 《里约大冒险》 • 曲：塞尔吉奥·门德斯（英语：Sérgio Mendes）和卡琳赫斯·布朗（英语：Carlinhos Brown） • 词：席依达·盖瑞特
- 2012年（第85届奥斯卡金像奖）  — 《007：空降危機》 • 词曲：愛黛兒 和 保罗·伊普沃斯（英语：Paul Epworth）
  - 「Before My Time」 — 《逐冰之旅（英语：Chasing Ice）》 • 词曲：J·拉尔夫（英语：J. Ralph）
  - 「Everybody Needs a Best Friend」 — 《熊麻吉》 • 曲：华特·墨菲（英语：Walter Murphy） • 词：塞思·麦克法兰
  - 「Pi's Lullaby」 — 《少年Pi的奇幻漂流》 • 曲：麦可·唐纳 • 词：孟买·佳耶师利（英语：Bombay Jayashri）
  - 「Suddenly」 — 《悲惨世界》 • 曲：克劳德-米歇尔·勋伯格 • 词：赫伯特·克萊茨莫 和 阿兰·鲍伯利
- 2013年（第86届奥斯卡金像奖） 「Let It Go」—《冰雪奇缘》 • 词曲：克里斯汀·安德生-洛佩兹 和 罗伯特·洛佩兹
  - 「高興」－《神偷奶爸2》 • 词曲：菲瑞·威廉斯
  - 「The Moon Song」－《雲端情人》 • 曲：Karen O（英语：Karen O） • 詞：Karen O（英语：Karen O） 和 史派克·瓊斯
  - 「Ordinary Love」－《曼德拉：漫漫自由路》 • 曲：U2樂團 • 詞：波諾

註：原提名作品之一《Alone yet not Alone》取消資格。
- 2014年（第87届奥斯卡金像奖） 「Glory」—《逐夢大道》 • 词曲：約翰傳奇 和 凡夫俗子
  - 「Everything Is Awesome」－《樂高玩電影》 • 词曲：肖恩·帕特森（英语：Shawn Patterson (composer)）
  - 「Grateful」－《燈光之外》 • 词曲：戴安娜·沃倫
  - 「I'm Not Gonna Miss You」－《格倫·坎貝爾：我還是我（英语：Glen Campbell: I'll Be Me）》 • 词曲：格倫·坎貝爾 和 朱利安·雷蒙（英语：Julian Raymond）
  - 「Lost Stars」－《曼哈頓戀習曲》 • 词曲：格雷格·亞歷山大（英语：Gregg Alexander） 和 丹尼爾布魯斯布瓦（英语：Danielle Brisebois）
- 2015年（第88届奥斯卡金像奖） 「危機將至」—《007：惡魔四伏》 • 词曲：詹姆斯·納皮爾（英语：Jimmy Napes） 和 山姆·史密斯
  - 「Earned It」－《格雷的五十道陰影》 • 词曲：貝利、斯蒂芬·莫西奧（英语：Stephan Moccio）、傑森·奎恩維爾（英语：DaHeala） 和 威肯
  - 「Manta Ray」－《競速滅絕（英语：Racing Extinction）》 • 词曲：J·雷夫（英语：J. Ralph） 和 安諾尼（英语：Anohni）
  - 「Simple Song Number 3」－《年輕氣盛》 • 词曲：大衛·朗（英语：David Lang (composer)）
  - 「Til It Happens to You」－《狩猎场》 • 词曲：女神卡卡與戴安娜·沃倫
- 2016年（第89届奥斯卡金像奖）「星光之城」 — 《樂來越愛你》 • 曲：賈斯汀·赫維玆 • 詞：帕塞克與保羅（英语：Pasek and Paul） 
  - 「Audition (The Fools Who Dream)」 — 《樂來越愛你》 • 曲：賈斯汀·赫維玆 • 詞：帕塞克與保羅（英语：Pasek and Paul）
  - 「Can't Stop the Feeling!」 — 《魔髮精靈》 • 詞曲：馬克斯·馬丁 、歇爾貝克 和 賈斯汀·提姆布萊克
  - 「海洋之心」 — 《海洋奇緣》 • 詞曲：林-曼努爾·米蘭達
  - 「The Empty Chair」 — 《吉姆：詹姆斯·弗利传（英语：Jim: The James Foley Story）》 • 词曲：J·雷夫（英语：J. Ralph） 和 史汀
- 2017年（第90届奥斯卡金像奖）「請記住我」 — 《可可夜總會》 • 詞曲：克莉絲汀·安德森-羅培茲 和 罗伯特·洛佩兹
  - 「愛的奧秘」 — 《以你的名字呼喚我》 • 词曲：蘇揚·史蒂文斯（英语：Sufjan Stevens）
  - 「Stand Up For Something」 — 《黑白正義（英语：Marshall (film)）》 • 曲：戴安娜·沃倫 • 詞：戴安娜·沃倫和 凡夫俗子
  - 「Mighty River」 — 《泥沼》• 词曲：瑪麗·布萊姬、拉斐爾·沙狄克（英语：Raphael Saadiq）和陶拉·史汀森（英语：Taura Stinson）
  - 「我就是我」 — 《大娛樂家》 • 词曲：帕塞克與保羅（英语：Pasek and Paul）
- 2018年（第91届奥斯卡金像奖）「擱淺帶」 — 《一個巨星的誕生》 • 词曲：女神卡卡、馬克·朗森、安東尼·羅蘇曼多（英语：Anthony Rossomando） 和 安德魯·瓦耶特
  - 「All the Stars」 — 《黑豹》 • 曲：肯德里克·拉馬爾、馬克·安東尼·斯皮爾斯（英语：Sounwave） 和 安東尼·蒂菲斯(Anthony Tiffith) • 詞：肯德里克·拉馬爾、SZA 和 安東尼·蒂菲斯(Anthony Tiffith)
  - 「I'll Fight」 — 《RBG：不恐龍大法官》 • 詞曲：戴安娜·沃倫
  - 「The Place Where Lost Things Go」 — 《愛·滿人間》 • 曲：馬克·沙曼（英语：Marc Shaiman） • 詞：馬克·沙曼（英语：Marc Shaiman） 和 史考特·威特曼（英语：Scott Wittman）
  - 「When A Cowboy Trades His Spurs For Wings」 — 《西部老巴的故事》 • 词曲：大衛·羅林斯（英语：David Rawlings） 和 吉蓮·沃爾奇（英语：Gillian Welch）
- 2019年（第92届奥斯卡金像奖） 「(I'm Gonna) Love Me Again」 —  •曲：艾尔顿·约翰 • 詞：伯尼·陶平（英语：Bernard J. P. Taupin）
  - 「I'm Standing with You」 — 《奇蹟的突破》 • 詞曲：戴安娜·沃倫
  - 「向未知探索」 — • 詞曲：克莉絲汀·安德森-羅培茲 和 罗伯特·洛佩兹
  - 「Stand Up」 — 《哈莉特》• 詞曲：喬舒亞·布萊恩·坎貝爾(Joshuah Brian Campbell) 和 辛西婭·艾利沃
  - 「I Can't Let You Throw Yourself Away」 —  • 词曲：兰迪·纽曼

### 2020年代
- 2020年（第93届奥斯卡金像奖）「Fight for You」 – 《猶大與黑色彌賽亞》 – 作曲：H.E.R.（英语：H.E.R.）、D'Mile（英语：D'Mile）；作詞：H.E.R.、蒂亞拉·托馬斯（英语：Tiara Thomas）‡
  - 「Hear My Voice」 – 《芝加哥七人案：驚世審判》 – 作曲：丹尼尔·彭伯顿（英语：Daniel Pemberton）；作詞：丹尼尔·彭伯顿、塞萊斯特·威特（英语：Celeste (singer)）
  - 「胡薩維克」 – 《歐洲歌唱大賽：火焰傳說》 – 詞曲：沙凡·科提查、胖麥特老天（Fat Max Gsus）、里卡德·戈兰森
  - 「iosì (见)（英语：Io sì (Seen)）」 – 《來日同行（英语：The Life Ahead）》 – 作曲：黛安·沃伦（英语：Diane Warren）；作詞：黛安·沃伦、蘿拉·普西妮
  - 「Speak Now」 – 《迈阿密的一夜》 – 詞曲：小萊斯利·奧多姆、山姆·阿什沃思（英语：Samuel Ashworth）
- 2021年（第94届奥斯卡金像奖）「无暇赴死」– 《007：生死交戰》  – 作曲：比莉·艾利什；作词：比莉·艾利什和菲尼亞斯·奧康奈爾
  - 「Be Alive（英语：Be Alive）」– 《王者理查》 – 词曲：碧昂絲和DIXSON
  - 「Dos Oruguitas（英语：Dos Oruguitas）」– 《奇幻魔法屋》 – 词曲：林-曼努爾·米蘭達
  - 「Down to Joy」– 《贝尔法斯特》  – 词曲：范·莫里森
  - 「Somehow You Do」– 《四個好日子（英语：Four Good Days）》 – 词曲：黛安·華倫（英语：Diane Warren）
- 2022年（第95届奥斯卡金像奖）「Naatu Naatu（英语：Naatu Naatu）」–《RRR》  – 作曲：M·M·凱拉瓦尼（英语：M. M. Keeravaani）；作詞：錢德拉博斯（英语：Chandrabose (lyricist)）
  - 「Applause」–《Tell It Like a Woman》  – 詞曲：黛安·華倫（英语：Diane Warren）
  - 「牽我的手」–《捍衛戰士：獨行俠》  – 詞曲：Lady Gaga、BloodPop
  - 「Lift Me Up（英语：Lift Me Up (Rihanna song)）」–《黑豹2：瓦干達萬歲》 – 作曲：Tems（英语：Tems）、蕾哈娜、瑞安·库格勒、魯德溫·葛瑞森；詞：Tems、瑞安·库格勒
  - 「This Is A Life」–《媽的多重宇宙》  – 作曲：萊恩·洛特（英语：Ryan Lott）、大衛·伯恩、Mitski；作詞：萊恩·洛特、大衛·伯恩
- 2023年（第96届奥斯卡金像奖）「我為何而生？（英语：What Was I Made For?）」–《Barbie芭比》 – 曲：安德魯·瓦耶特、菲尼亞斯·奧康奈爾、馬克·朗森；词：比莉·艾利什、菲尼亞斯·奧康奈爾
  - 「The Fire Inside」–《火辣奇多的誕生》 – 词曲：黛安·華倫（英语：Diane Warren）
  - 「我只是肯尼」–《Barbie芭比》 – 词曲：馬克·朗森, 安德魯·瓦耶特
  - 「It Never Went Away」 –《美國交響樂：奏出淚汗血（英语：American Symphony (film)）》 – 词曲：喬·巴蒂斯特（英语：Jon Batiste）、丹·威尔逊（英语：Dan Wilson (musician)）
  - 「Wahzhazhe (A Song For My People)」–《花月殺手》 – 词曲：斯科特·乔治 (Scott George)
- 2024年（第97届奥斯卡金像奖）「El Mal（英语：El Mal）」–《璀璨女人夢》  – 作词：克莱门特·杜科尔（英语：Clément Ducol）、卡米尔（英语：Camille (French singer)）、賈克·歐迪亞；作曲：克莱门特·杜科尔、卡米尔
  - 「The Journey」–《6888女子营（英语：The Six Triple Eight）》  – 词曲：戴安·沃伦（英语：Diane Warren）
  - 「Like a Bird」–《监狱剧院》  – 词曲：亚伯拉罕·亚历山大（英语：Abraham Alexander (musician)）、阿德里安·克萨达（英语：Adrian Quesada）
  - 「Mi Camino（英语：Mi Camino）」–《璀璨女人夢》  – 词曲：克莱门特·杜科尔、卡米尔
  - 「Never Too Late（英语：Never Too Late (Elton John and Brandi Carlile song)）」–《埃尔顿·约翰：永远不迟（英语：Elton John: Never Too Late）》  – 词曲：艾爾頓·強、布兰迪·卡莉、安德鲁·华特（英语：Andrew Watt (record producer)）、贝尔尼·陶宾（英语：Bernie Taupin）

## 最高纪录

### 多次獲獎者
获得提名次数在括号内
- 4: 萨米·卡恩（英语：Sammy Cahn） (26) (作詞)
- 4: 强尼·莫瑟 (18) (16次作詞, 2次作詞作曲)
- 4: 亚伦·孟肯 (14) (作曲)
- 4: 吉米·范·休森（英语：Jimmy Van Heusen）  (14) (作曲)
- 3: 保羅·法蘭西斯·韋伯斯特（英语：Paul Francis Webster） (16) (作詞)
- 3: 哈利·華倫 (11) (作曲)
- 3: 瑞伊·埃文斯（英语：Ray Evans） (7) (作詞作曲)
- 3: 傑伊·利文斯頓（英语：Jay Livingston）  (7) (作詞作曲)
- 3: 蒂姆·赖斯 (5) (作詞)
- 2: 艾倫·伯格曼和瑪麗蓮·伯格曼（英语：Alan and Marilyn Bergman） (15) (作詞)
- 2: 兰迪·纽曼 (13) (作詞作曲)
- 2: 亨利·曼西尼 (11) (作曲)
- 2: 内德·华盛顿（英语：Ned Washington） (11) (作詞)
- 2: 赛米·菲恩（英语：Sammy Fain）  (10) (作曲)
- 2: 霍華德·愛許曼（英语：Howard Ashman） (7) (作詞)
- 2: 傑羅米·柯恩（英语：Jerome Kern） (7) (作曲)
- 2: 伯特·巴卡拉克 (5) (作曲)
- 2: 奧斯卡·漢默斯坦二世 (5) (作詞)
- 2: 史蒂芬·施沃茨 (5) (4次作詞, 1次作詞作曲)
- 2: 艾爾頓·強 (4) (作曲)
- 2: 喬爾·赫斯霍恩（英语：Joel Hirschhorn） (3) (作詞作曲)
- 2: 威爾·詹寧斯（英语：Will Jennings） (3) (作詞)
- 2: 阿爾·卡沙（英语：Al Kasha） (3) (作詞作曲)
- 2: 克莉絲汀·安德森-羅培茲 (3) (作詞作曲)
- 2: 罗伯特·洛佩兹 (3) (作詞作曲)
- 2: 乔治·莫罗德尔 (2) (作曲)

### 多重获奖歌曲
有几首歌曲不仅获得了奥斯卡最佳原创歌曲奖还同时获得了诸如"金球奖最佳原创歌曲奖"和"格莱美最佳视觉媒体歌曲奖"等奖项。
获得多重奖项的歌曲有："The Windmills of Your Mind" (1968)、 "The Way We Were" (1973)、 "I'm Easy" (1975)、"Evergreen"(1976)、 "You Light Up My Life " (1977)、 "Last Dance " (1978)、"Fame " (1980)、"Arthur's Theme (Best That You Can Do)" (1981)、"Up Where We Belong" (1982)、"Flashdance... What a Feeling" (1983)、"I Just Called to Say I Love You" (1984)、"Say You, Say Me" (1985)、"Take My Breath Away" (1986)、"(I've Had) The Time of My Life" (1987)、"Under the Sea" (1989)、"A Whole New World" (1992)、 "Streets of Philadelphia" (1993)、"Can You Feel the Love Tonight" (1994)、"Colors of the Wind" (1995)、 "You Must Love Me" (1996)、"When You Believe" (1998)、"You'll Be in My Heart (1999)、"Into the West" (2003)  "The Weary Kind" (2009)、Shallow (2018)。
"My Heart Will Go On" (1997) 是唯一一首同时获得奥斯卡最佳原创歌曲奖、格莱美年度唱片、格莱美奖年度歌曲、最佳影视媒体作品歌曲和金球奖最佳原创歌曲奖的歌曲。另一首最佳原创歌曲奖获得歌曲"Beauty and the Beast" (1991)也被同时提名了格莱美年度唱片和年度歌曲，但是最后只获得了最佳影视媒体作品歌曲和最佳乡村组合、演唱或器乐奖，但与金球奖最佳原创歌曲奖无缘。席琳·迪翁担当了这两首歌的主唱。"007：大破天幕杀机"(2012)是唯一一首同时获得奥斯卡最佳原创歌曲奖和全英音乐奖的歌曲。
"White Christmas" 一直都是最卖座的奥斯卡最佳原创歌曲奖获得歌曲。

### 女性获奖者
多萝西·菲尔兹是第一个奥斯卡最佳原创歌曲奖的女性获得者。她是第9届奥斯卡金像奖的获奖歌曲"The Way You Look Tonight"的词作者，这首歌是佛雷·亞斯坦在电影《摇摆乐时代》里演唱的。第二个奥斯卡最佳原创歌曲奖的女性获得者是距离桃乐茜32年后的瑪麗蓮·伯格曼。玛丽莲·伯格曼与她的丈夫爱伦·伯格曼是电影《龙凤斗智》的获奖歌曲"Windmills of Your Mind"的作词者。伯格曼还为第46届奥斯卡金像奖电影《往日情怀》的获奖歌曲"The Way We Were"的作词者（他们的另一个作品：《楊朵》也曾获得奥斯卡最佳原创音乐奖)。由愛黛兒創作的"空降危機"則是第一个同年同时获得金球奖、全英音乐奖与金像奖的歌曲。
女性获奖者：
- 芭芭拉·史翠珊（作曲）（第49届奥斯卡金像奖电影《星夢淚痕（英语：A Star Is Born (1976 film)）》中的歌曲"Evergreen" ）, 第一个以作曲者身份获得该奖的女性。
- 卡羅爾·拜爾·塞格（英语：Carole Bayer Sager）（词曲）（第54届奥斯卡金像奖电影《二八佳人花公子》的歌曲"Arthur's Theme (Best That You Can Do)"）,第一个同时以词曲作者身份获奖的女性。
- 芭菲·聖瑪麗（英语：Buffy Sainte-Marie）（作曲）（第55届奥斯卡金像奖电影《军官与绅士》的歌曲"Up Where We Belong"）。
- 艾琳·卡拉（作词）（第56届奥斯卡金像奖电影《闪舞》的歌曲"Flashdance... What a Feeling"）。
- 卡莉·西蒙（词曲）（第61届奥斯卡金像奖电影《上班女郎》的歌曲"Let the River Run"），第一个获奖的独奏女作曲人。
- 安妮·蓝妮克丝 （词曲）（第76届奥斯卡金像奖电影《魔戒三部曲：王者再臨》的歌曲"Into the West"）。
- 法蘭·華許（词曲）（第76届奥斯卡金像奖电影《魔戒三部曲：王者再臨》的歌曲"Into the West"）。
- 梅莉莎·埃瑟里奇（词曲）（第79届奥斯卡金像奖电影《不願面對的真相》的歌曲"I Need to Wake Up" ），第二个获奖的独奏女作曲人。
- 瑪琪達·艾格洛娃（英语：Markéta Irglová）（词曲）第80届奥斯卡金像奖电影《曾经。爱是唯一》的歌曲"Falling Slowly" ）。
- 愛黛兒（词曲）（第85届奥斯卡金像奖电影《007：空降危機》的歌曲"空降危機" ）。
- 克里斯汀·安德生-洛佩兹（词曲）（第86届奥斯卡金像奖电影《冰雪奇缘》的歌曲"" ）。
- 女神卡卡（詞曲）（第91屆奥斯卡金像獎電影《一個巨星的誕生》的歌曲"擱淺帶"）。
- H.E.R.（英语：H.E.R.）（詞曲）（第93屆奥斯卡金像獎電影《猶大與黑色彌賽亞》的歌曲"Fight for You"）。
- 比莉·艾利什（詞曲）（第94屆奥斯卡金像獎電影《007：生死交戰》的歌曲「无暇赴死」）。
- 卡米尔（英语：Camille (French singer)）（詞曲）（第97屆奧斯卡金像獎）電影《璀璨女人夢》的歌曲"El Mal"）。

### 外文获奖歌曲
- 馬諾斯·赫基達克斯（英语：Manos Hadjidakis）是第33届奥斯卡金像奖时第一个得到奥斯卡最佳歌曲奖的外文词作者。歌曲是出自希腊语电影《痴汉艳娃（英语：Never on Sunday）》的歌曲"Never on Sunday"。
- 荷西·德克勒是第二个获得奥斯卡最佳歌曲奖的外文词作者。他的获奖作品是第77届奥斯卡金像奖电影《革命前夕的摩托车日记》中的歌曲"Al Otro Lado del Río"。同年，另一首以外文写成的歌曲获得提名：法语电影《放牛班的春天》中由曲作者布鲁诺·库列斯（英语：Bruno Coulais） 和词作者克里斯托弗·巴哈提亚（英语：Christophe Barratier）共同个完成的歌曲"Vois Sur Ton Chemin (Look To Your Path)"。
- A·R·拉曼和古勒扎爾（英语：Gulzar）是奥斯卡最佳歌曲奖第三及第四个获得外文曲和词作者。他们是以2009年第81届奥斯卡金像奖电影《贫民百万富翁》中的印度语歌曲"Jai Ho"获得奖。同年，出自同一部电影的另一首由拉赫曼和M.I.A.创作的部分印度语的歌曲"O... Saya"也获得了提名。
- 第五和第六位非英文獲獎者是2022年第95届奥斯卡金像奖上的M·M·凱拉瓦尼（英语：M. M. Keeravaani）和錢德拉博斯（英语：Chandrabose (lyricist)），他們以《RRR》片中的泰盧固語歌曲"Naatu Naatu"獲獎。